# 星光頻道
是由Takara Tomy Arts与syn Sophia共同開發之日本卡片互動街機遊戲「星光系列」的第三作，並有龍之子Production與DONGWOO ANIMATION制作的改編日本動畫，全三季結束。街機遊戲在台灣由SEGA代理，全程採用台灣配音；動畫在台灣於2020年8月30日開始在MY KIDS TV播出，片頭、片尾(第二季)、部分插曲使用國語翻唱。香港方面於2023年4月27日開始在翡翠台播出第一季及第二季，2024年8月13日播出第三季。
受「2019冠状病毒病疫情」对日本的影响，本作的第107話及後續集數延期至2020年7月5日開始播出。

## 故事簡介
「星夢频道」是一个无论谁都能简单地开始，谁都能成为偶像的梦想频道，而开设自己的频道从而成为偶像是女孩子们共通的梦想。
而就讀閃亮丘中学初中一年级的桃山未来和萌黄绘萌为了对抗学校里面的人气偶像赤城安娜，也开设了自己的频道，同时非常熟悉「美妙频道」的优等生青叶凜花也加入了团队中，属于三个人的梦想偶像频道开始了。

## 各部介紹

### 第一季
舞臺是網路影音網站“星夢頻道”，任何人都可以打開頻道並傳輸自己的表演。 許多女孩夢想成為“星夢頻道”中的頂級偶像，該節目通過電視，星夢手機和智慧手機觀看，已成為全民娛樂。
桃山未來和萌黃繪萌是閃亮丘中一年級學生，由於意外事件而在星夢頻道上一起出道，歡迎他們的同學青葉凜花擔任他們的經理，以及來自同一初中的人氣星夢頻道偶像赤城安娜以勝利為目標努力奮鬥。 最終，凜花首次亮相星夢頻道，並與未來和繪萌組成了奇蹟閃耀組，安娜與她最好的朋友綠川莎拉和紫藤玫兒重聚了Meltic StAr，兩支隊伍在友誼賽中對峙。
與此同時，具有高能力的人氣前偶像白鳥杏樹突然宣佈引退。 奇蹟閃耀組與杏樹對峙，阻止她引退，但他們被迫在杏樹和她最好的朋友七星愛拉的高能力面前掙扎。 然而，當他與Meltic StAr聯手組Miracle StAr時，潮流被逆轉，Miracle StAr獲勝並成功阻止了白鳥杏樹退休。

### 第二季
奇蹟閃耀組的三名成員前往了在PrismStone旁邊突然開業的人氣商店DearCrown，並遇到了屬於DearCrown的新對手金森瑪麗亞和黑川鈴。 同時，決定舉辦由虛擬星夢頻道偶像黛雅主辦的“寶石選拔賽”，以獲得參加“寶石選拔賽”的權利，這是由3位穿著傳奇鑽石服裝的設計師贊助的比賽。
奇蹟閃耀組決定參加寶石選拔賽，後來從海外歸來的Miracle StAr也加入了。 在克服了性格迥異之後，瑪莉亞和小鈴還組建了一個新的團體——RingMarry。 八位未來立都能夠成為寶石偶像。
然而，他們都是虹之咲黛雅，10位設計師之一，虛擬黛雅的創造者，也是寶石選拔賽的召集人。據透露，這是為了交朋友。 然而，在回家后被未來等人安撫後重拾信心的虹之咲成為了寶石偶像，奇蹟閃耀組、Miracle StAr、RingMarry八人以及十位寶石偶像杏樹和虹之咲全部集結。 然而，大約在同一時間，黛雅經歷了無法解釋的轉變。
終於，珠寶收藏品到了。 鑽石服裝由寶石偶像現場表演的力量完成，未來被選為鑽石偶像，但下一刻，黛雅失控，世界停止了星夢頻道。 未來利用鑽石密碼的力量與虹之咲一起恢復了黛亞的理智，並恢復了星夢頻道，但這一次星夢頻道衛星由於錯錯啾的攻擊而開始落在閃亮宿身上。 黛雅面對這場危機，摧毀了她變身時的罪惡，並在未來等人的現場用奇跡般復活的鑽石密碼的力量凈化了錯錯啾。 因此，星夢頻道和閃亮宿得救了，但黛雅失去了權力，轉世為吉祥物角色。
寶石選拔賽結束后，Ring Marry前往紐約，虹之咲黛雅前往米蘭

### 第三季
新的星夢☆頻道樂園在閃亮宿開業，奇蹟閃耀組決定參加在那裡舉行的公主杯。與此同時，認真對待奇蹟閃耀組的Meltic StAr也參加了比賽，回到日本的Ring Marry也決定參加公主杯。此外，各小隊的三位吉祥物閃亮啾、梅露熊、菈比莉也作為官方偶像小分隊GO！GO！吉祥物首次亮相。而愛麗絲·佩佩羅奇諾也為尋找父母出道，星輝株式會社社長伊芙也出道。
露露娜隨後將所有人趕出 星夢頻道樂園，將 伊芙 召回並透露了她的計劃。這是吉祥物對全人類的統治。閃亮宿的星夢頻道樂園只是新世界的一小部分。如果整個世界變成星夢 ☆ 頻道樂園，變成吉祥物統治和管理一切的世界，未來應該是光明的。他之所以一直不讓伊芙現場表演，是為了防止曾經打擾過他的愛麗絲的吉祥物索露露恢復記憶。而愛麗絲·佩佩羅奇諾只是一個藝名，但她的本名是伊芙的雙胞胎姐姐輝愛麗絲。
伊芙對露露娜的陰謀大發雷霆。與露露娜分道揚鑣後，與前來救她的愛麗絲和奇蹟閃耀組戰鬥。在奪回記憶的索露露手下發誓要重新開始的愛麗絲和伊芙的力量，以及ALIVE的力量，最終打敗了露露娜，成功拯救了世界和星夢頻道樂園。暴亂之後，愛麗絲和伊芙組成了一對小隊， ALIVE 。之後，虹之咲黛雅和吉祥物黛雅被安格提名選為公主，成為W黛雅，安格宣布 女王大獎賽的舉行。
決定真正的 炫彩光影女王偶像的時候終於到了。贏得這場比賽並獲得城堡照明坐標的人成為炫彩光影女王。彩虹天空區的公主奇蹟閃耀組、奇幻旋律區的公主Meltic StAr、海洋美人魚區的公主Ring Marry、陽光馬戲團區的公主ALIVE、新月光魔法區的公主W黛雅。以上五支隊伍之間的最後一戰已經打響。
偶像們聚集在一起，炫彩光影演唱會終於甦醒了。奇蹟閃耀組被選為炫彩光影女王。Meltic StAr 優雅認輸，遊行終於要開始了。而露露娜對所有的偶像都制定了嚴格的規定，對不遵守的人進行打壓。反對露露娜的吉祥物，包括閃亮啾，都被困在蛋裡。ALIVE試圖營救吉祥物，但只有閃亮啾能夠救出他們，而耳環也被打破。但是，奇蹟閃耀組來到了露露娜正在等候的星夢頻道樂園。露露娜竭盡全力逼迫 奇蹟閃耀組，但 未來 和 閃亮啾 之間的聯繫從未中斷。舞台的力量甚至超過了炫彩光影演唱會，拯救了吉祥物，打破了露露娜的心牆，恢復了星夢頻道樂園。露露娜改過自新，與ALIVE和解。
然而，這一次真正的威脅來自外太空。它是索露露提防的各種錯誤的集合，bugholes。結果，星夢頻道樂園也開始被破壞。即使是最初的吉祥物索露露和露露娜，也無法阻止 Bughole。地球的毀滅已經進入倒計時階段，黛雅將未來等人連同城堡一起送往外太空。所有的公主，所有的吉祥物，所有熱愛 星夢頻道 的人團結起來，終於成功消滅了 Bughole。不過，也是索露露和露露娜分道揚鑣的時候。索露露和露露娜決定重生為保護地球不受蟲子侵害的屏障，告別未來。之後，星夢頻道偶像的遊行安全開始。
奇蹟閃耀組終於成為了高中生。星夢頻道樂園已經擴展到世界各地，設計師們已經成長為99大設計教主。星夢頻道樂園甚至登上了月球表面。星夢頻道的新歷史終於要開始了。
無論發生什麼，星夢頻道的信念都不會改變。“不試試看就不會知道，不知道的，就試試看再說！”。

## 登場人物

### 主要人物

#### Miracle☆Kiratts
(台譯：奇蹟閃耀組、港譯：奇蹟閃耀頻道)
三人組合。最初由兩位偶像和一位經紀人組成，擔任經紀人的凜花在第15集出道。
桃山未來（配音員：林鼓子（日本）；巫玉羚、黃怡璇（配唱）（台灣）；陳皓宜（第一、二季）→張頌欣（第三季）（香港））
代表顏色：  粉红色
使用品牌:Sweet Honey
本作主角，閃亮丘中學一年級生，因緣際會開始從事《星夢頻道》的偶像活動，並且與繪萌、凜花組成星夢頻道「Miracle☆Kiratts」。口頭禪是「閃亮☆）」，特技是「閃亮笑容」，能瞬間讓人笑出來，但只在特殊情況使用，好奇心旺盛、思維果斷，總是跟在好朋友繪萌的身邊。具有敏銳的觀察力，可以觀察出她人連自己都未察覺的特質與潛力。很喜歡繪畫，畫畫功力很蹩腳，卻畫出了吉祥物「閃亮啾(CHU)」。
在冬季特別大賽被問到，認為什麼才是星夢頻道偶像的頂點時，答出了自己的答案是：就是因為不知道，所以親自當當看就知道了。
在本系列機台遊戲初期即登場角色。
萌黃繪萌（配音員：久保田未夢（日本）；鄭可欣（台灣）；葉曉欣、何璐怡（代配）→黃昕瑜（第三季）（香港））
代表顏色：  黄色
使用品牌:Girls Yell
未來的同班同學與童年玩伴。口頭禪是「激萌(或譯作有趣、美妙、萌妙)）」，運動神經萬能，是學校啦啦隊成員。雖然和未來一樣是行動派，但做事欠缺周詳思考往往失敗。比起自己總是優先考慮他人。善於掌握流行情報，但也很容易厭倦新潮事物。非常害怕貓咪。
與安娜是勁敵(互相漏氣求進步的好友)，曾誇下海口說要擊潰安娜後玩弄安娜的卷髮，兩人常常吵架，讓莎拉跟未來很煩惱，其後在36集新歌篇，看到被媽媽禁止玩直播的安娜，在家政考試中替安娜打氣。
在本系列機台遊戲初期即登場角色。
青葉凜花（配音員：厚木那奈美（日本）；沈育如、蘇怡蓁（配唱）(台灣）；凌晞（香港））
代表顏色：  藍色
使用品牌:Secret Alice
未來的同班同學，在「Miracle☆Kiratts」擔任經紀人。學年成績第一的優等生，對於《星夢頻道》瞭若指掌，協助繪萌與未來兩人各方面的企劃與直播拍攝。後於第15話受到未來和繪萌以及魔術師蓮(後來知道是10大設計教主的一色卡蓮)的鼓勵，亦正式作為偶像出道。
過去認為哥哥是因為未了顧慮自己而退出《星夢頻道》，覺得自己去成為偶像對哥哥很過意不去。後來阿讓表明現在的目標是攝影師以及好好當眼鏡姊的助手，要凜花放手去做想做的事。
在本系列機台遊戲第三彈即登場角色。

#### Meltic StAr
原三人組合，在玫兒離開後暫停了演出活動(第24集回歸)。第9集做為雙人組再次開始演出。第51集時離開日本環遊世界，在第61集返回日本。
赤城安娜（配音員：芹澤優（日本）；謝佼娟（台灣）；成瑤孆（香港））
代表顏色：  红色
使用品牌:Dolly Waltz
第一人稱：本小姐（わたくし）
就讀未來隔壁班的同級生，故事開始時已是《星夢頻道》的當紅偶像。出身富豪，平時的長相稚嫩可愛，在《星夢頻道》則喜好名媛型的打扮。
與當偶像時的親近印象相反，本性目中無人。與繪萌是死對頭，經常在各方面與繪萌較勁。
雖然嘴上表示「Miracle☆Kiratts」的表現水準未達標準．但一直以來Kiratts的表現與拼命她都看在眼裡。48話跟「Miracle☆Kiratts」私下決戰敗落，主動放棄了參加新生代星夢公主特別大賽的機會。
在本系列機台遊戲第二彈即登場角色。
綠川莎拉（配音員：若井友希（日本）；何東宥（台灣）；羅孔柔（第一季）→劉惠雲（第二季起）（香港））
代表顏色：  緑色
使用品牌:Romance Beat
第一人稱：僕（ぼく）
安娜的同班同學與好朋友。性格給人搖滾勁酷的印象。經常陪在安娜身邊並阻止安娜衝動行事。
喜歡可愛又毛絨絨的東西，碰到就會被可愛所融化，由於怕形象崩壞，連同團的好友皆不知道，知道的只有未來(33集)。
在本系列機台遊戲第二彈即登場角色。
紫藤玫兒（Mel，配音員：森嶋優花（日本）；蕭秀玲（台灣）；魏惠娥（香港））
代表顏色：  紫色
使用品牌:Universe Queen
第一人稱：玫兒玫兒(めるめる)，稱呼桃山未來為:"未來未來" 稱呼萌黃繪萌為:"繪萌繪萌" 稱呼青葉凜花為:"凜凜" 稱呼赤城安娜為:"安安" 稱呼綠川莎拉為:"莎拉拉"
「Meltic StAr」的前成員，與未來等人同年齡但智商極高(但意外地是路痴)，各種知識都沒問題(修理未來媽媽的麵包機、解開智慧環)，小時候與安娜約定要把不會消失的流星帶給她，所以為了研究流星而前往美國留學，被安娜認為是不告知一聲而脫團而非常不諒解。於第22話結尾返回日本，並在第24話跟安娜對決後解開了安娜的誤會回到了「Meltic StAr」，隨即進入團友的學校班級就讀。
在美國時的研究所似乎是靠她一個人才能運行的，沒有她什麼都做不到，研究所為了不讓玫兒這個世紀天才僅僅成為偶像、並希望她回到研究所，而僱用了「老積妹壞壞」來阻止「Meltic StAr」，由於失敗了，「Meltic StAr」從此被「老積妹壞壞」視為眼中釘，成為主要惡作劇對象。
目前住在安娜家院子裡的「玫玫House」。23集提到父母還留在USA且一直是一個人環遊世界沒有問題。
在本系列機台遊戲第四彈即登場角色。

#### 吉祥物
閃亮啾（配音員：林鼓子（第一、二季）→山下七海（第三季）（日本）；巫玉羚（第一、二季）→蕭秀玲（第三季）（台灣）；陳皓宜（第一、二季）→林元春（第三季）（香港））
Miracle Kiratts的吉祥物。是出自未來塗鴉設計出的角色。
在本系列機台遊戲第五彈為收集要素（閃亮啾點數），星夢彩蛋一彈為即登場角色，收集閃亮啾點數因此廢除。
玫露熊（配音員：大森日雅（日本）；沈育如（台灣）；曾秀清（香港））
Meltic StAr的吉祥物。
在本系列機台遊戲星夢彩蛋二彈即登場角色。
在台版遊玩機台完成第二次演出的時候，在蛋孵化成吉祥物時會出現一句韓文的語音bug。
菈比莉（配音員：田中美海（日本）；鄭可欣（台灣）；魏惠娥（香港））
沒有主人的吉祥物，一直在美妙頻道樂園尋找自己的偶像搭檔，最終於第115話成為剛從美國百老匯返回日本的Ring Marry的吉祥物。
於第124話，為了給主人打氣，與閃亮啾和梅露熊組成偶像組合「GOGO!MASCOTS」演出。
在本系列機台遊戲星夢彩蛋二彈為NPC方式登場，星夢彩蛋三彈即登場角色。

#### Ring Marry
第二季登場的星夢頻道偶像，雙人組。第102話前往百老匯發展，於第三季第115話返回。
金森瑪莉亞（配音員：茜屋日海夏（日本）；蕭秀玲（台灣）；詹健兒（香港））
使用品牌:Cutie Happiness
未來二年級時的同班同學，主持星夢頻道「瑪莉亞的提升可愛協會」，有着想要讓世界變得“可愛”和平的想法的女孩子。
在本系列機台遊戲寶石一彈即登場角色。
黑川鈴（配音員：德井青空（日本）；巫玉羚（台灣）；林元春（香港））
使用品牌:Dance and streat
比未來小一歲的學妹，嚴肅的勁酷少女，對舞蹈充滿了熱情，主持自己的舞蹈表演頻道。
在本系列機台遊戲寶石三彈即登場角色。台灣機台的寶石一彈在藝術之丘頻道(2022年1月20日到2月9日)以NPC角色先行登場。

### iL'ange
白鳥杏樹（配音員：三森鈴子（日本）；謝佼娟（台灣）；詹健兒（香港））
使用品牌:Precious Muse
星夢頻道的傳說級偶像，其頻道有著世界第一的點閱數，身上總是散發銀白的光芒。經常以墨鏡偽裝，神出鬼沒地出沒在未來等人周遭，是讓未來與繪萌成為偶像的推手。雖然好幾次差點穿幫，但傻傻的未來一行人始終不知道閃閃發亮的大姊姊就是杏樹，直至在45話才主動拿下墨鏡告知真面目。劇情裡，出道的過程跟未來與繪萌非常相似。過去曾就讀閃亮丘中學。
在冬季大賽後表示繼承閃亮明星極光套裝的6人，將是下個時代的新星。在39話於自己的小島告訴未來她關注著Kiratts的所有演出，包括個人表演。
於第44話結尾突然宣布引退消息，為了繼承七人設計師傑西卡·特羅瓦的「Precious Muse」。在與未來等人對決後決定不引退，繼續作為星夢頻道偶像實現夢想。
閃亮手機的樣子是閃閃發亮的銀白色，世上僅此一台。
在本系列機台遊戲第四彈為限定角色(限日本版)，第五彈即登場角色。
七星艾菈（配音員：阿澄佳奈（日本）；鄭可欣（台灣）；劉惠雲（香港））
十大品牌之一「Sweet Honey」代表設計師，曾經是知名的星夢頻道偶像，是杏樹的好朋友也是啟蒙者。
為前作「星光少女」及「星光樂園」的同名角色春音艾菈（第118話登場）於平行世界的存在。
在本系列機台遊戲第六彈即登場角色。
W Daia
黛雅（配音員：佐佐木李子（日本）；謝佼娟（台灣）；黃昕瑜（香港））
第二季登場的『寶石選拔賽』的主持人，存在於虛擬世界的偶像。事實上是未來的同學虹之咲所創造對外發言的分身。
第92話因不明原因而黑化並改變造型。
第99話因親眼看到虹之咲黛雅取代自己之勢時大發雷霆，並當眾喊出了最討厭大家的絕交之辭。
第100話最終因未來與虹之咲的呼喚而解除黑化，恢復原來的造型。
第101話為了從企圖毀滅美妙頻道的病毒蟲手裡保護星夢頻道而耗盡了所有的力量，最終消失並重生為虹之咲黛雅的吉祥物。
第144話又換成另外一種造型，不過這次並不是黑化而改變造型，跟虹之咲黛雅組成雙人偶像團體「兩個黛雅」，並且接替輝伊芙的月光魔法區的星夢公主稱號。
在本系列機台遊戲寶石一彈為NPC角色。寶石四彈為限定角色(海外版沒有)。寶石五彈即登場角色。寶石六彈的2019年2月6日(韓國為2022年2月10日；台灣為2022年12月8日)新增另外一種造型，同時也是NPC角色，不過寶石機會的時候，如果玩家選擇黛雅遊玩的話，會出現另外一位黛雅(NPC角色)的情況，寶石六彈的另外一種造型也是一樣。
虹之咲黛雅（配音員：佐佐木李子（日本）；謝佼娟（台灣）；黃昕瑜（香港））
未來二年級時的同班同學，安靜少話的少女，自小時候雖對服裝設計和偶像表演有興趣，但由於不善於與他人交流而一直未能嶄露自己真實的一面。
在中學一年級時看到未來等人在星光頻道上的表演刺激，去應徵設計師新人大賽，進而成為了新銳服裝設計師並創立第十大品牌「Milky Rainbow」。希望透過服裝設計交到更多朋友，而創造了自己的虛擬代言人「DAIA」以及推行"寶石服裝大賽"。
在第77話藉由以DAIA代為演出，自己發聲演唱的方式作為星光頻道偶像出道。
在第102話決定前往米蘭。
在第144話返回日本，跟黛雅組成雙人偶像團體「W黛雅」，並且接替輝伊芙的月光魔法區的星夢公主稱號。
寶石五彈即登場角色。
名字中的「黛雅」源自於英语的Diamond一詞，意思是「钻石」，其莫氏硬度恰好是10，呼應了她是第十位品牌設計師的身份，而姓氏「虹之咲」則呼應了她創立的品牌「Milky Rainbow」。
其他偶像
幸瀨奈瑠（配音員：加藤英美里（日本）；鄭可欣（台灣）；張頌欣（香港））
服裝店「Dear Crown」店長，為前作「星光少女　彩虹舞台」的同名角色彩瀨鳴(第118話登場)於平行世界的存在。
過去是知名星夢頻道偶像，後來受眼鏡姐啟發而成立自己的服裝店。另外有從事繪本創作。
第102話被調往「Dear Crown」紐約分店工作。
第139話返回日本。
在本系列機台遊戲寶石四彈為NPC，寶石六彈即登場角色。
愛麗絲·佩佩朗奇諾（配音員：菲魯茲·藍（日本）；謝佼娟（第103話起）（台灣）；陸惠玲（香港））
第二季第102話登場，「星夢頻道樂園」負責引導的工作人員，來自馬戲團的少女。
婴儿时期与索露露一起被马戏团团长发现躺在长颈鹿背上，之后就一直寄住在马戏团，后来得知自己是在日本出生的，想到父母可能也在日本，就请了休假来到日本。
目前居住于一间住所兼店铺的房车“佩佩朗奇諾号”里面。
不擅长使用新机器，三个按键以上的机器都用不来，不过相机却用得很好。
第104話轉入閃亮丘中學讀書，並與Miracle Kiratts的成員分在同一班級。
第126話正式作為偶像出道。
第141話中最終從索路路口中得知她真名叫「輝愛麗絲」，父母是星輝集團的前社長，而伊芙正是她的孿生妹妹。
第142話中與妹妹伊芙組成偶像組合ALIVE。
在本系列機台遊戲星夢彩蛋二彈為NPC角色，星夢彩蛋四彈的2020年12月3日即登場角色。
輝伊芙（配音員：指出毬亚（日本）；沈小蘭（香港））
第二季第102話片尾登場，星輝集團社長，「星夢頻道樂園」的總負責人。
與赤城安娜是舊識。
第134話正式作為偶像出道。
第141話中最終得知愛麗絲為她的孿生姐姐，父母是星輝集團的前社長。
第142話中與姐姐愛麗絲組成偶像組合ALIVE。
在本系列機台遊戲星夢彩蛋五彈即登場角色。
激川唯（配音員：伊達朱里紗（日本）；鄭可欣（台灣）；劉惠雲（香港））
麻里亞的親戚，星光頻道新進偶像。為前作「偶像時間星光樂園」的同名角色夢川唯（第118話登場）於平行世界的存在。
在本系列機台遊戲星夢彩蛋三彈的2020年10月29日(韓國為2022年9月15日；台灣為2023年8月10日)即登場角色。

### 其他吉祥物
索露露（配音員：齋賀光希（日本）；巫玉羚（第103話起）（台灣）；袁淑珍（香港））
愛麗絲的吉祥物，外表為白色貓咪。
於第112話才知道很早就失去記憶了。
於第141話回復記憶。
於第148話與未來他們為敵，是來防止病毒黑洞的措施。
在本系列機台遊戲星夢彩蛋四彈即登場角色。
露露娜（配音員：山村響（日本）；謝佼娟（第103話起）（台灣）；黃鳳英（香港））
伊芙的吉祥物，外表為黑色貓咪。負責「美妙頻道樂園」許多營運事務，也是所有吉祥物的監督。
於第141話得知她想要將「美妙頻道樂園」乃至全世界變成一個由吉祥物支配的世界，但最終被得知真相的愛麗絲與背叛自己的伊芙以演出之力打敗，退化為幼兒姿態後狼狽逃走。
於第148話再次出現，並且發生暴走情況，還把未來他們的吉祥物們抓起來。
於第149話，被未來他們把吉祥物們救出來後，才跟伊芙和愛麗絲道歉。
在本系列機台遊戲星夢彩蛋五彈即登場角色。
菈菈（配音員：茜屋日海夏（日本）；黃昕瑜（香港））
小唯的吉祥物，為前作「星光樂園」的同名角色真中菈菈(第118話登場)和酷瑪於平行世界的存在。
在本系列機台遊戲星夢彩蛋六彈的2021年4月4日即登場角色。

### 競爭對手

#### 小大人壞壞
被很多人說成「小呆人壞壞」，曾經在冬季特別大賽作弊過，導致失去資格。
歩堂德薇（配音員：山北早紀（日本）；何東宥（台灣）；陸惠玲（香港））
明日香留羽（配音員：澁谷梓希（日本）；巫玉羚（台灣）；梁少霞（第一季）→曾秀清（第二季）（香港））
星光頻道「小大人壞壞」女性偶像，閃亮丘小學學生。頻道節目以惡作劇為主題。
第132話正式作為偶像出道。
錯錯啾（配音員：楠木灯（日本）；凌晞（香港））
第二季出場，星夢頻道裡的錯錯病毒蟲，後於第123話成為小大人壞壞的吉祥物。

### 其他競爭對手

#### 自戀姐妹花
為一對雙胞胎偶像組合，首次出現於 Universe Queen陽光友誼特別大賽。
仙水莉可（配音員：松田利冴（日本）；劉惠雲（香港））
仙水玲（配音員：松田颯水（日本）；陳琴雲→陸惠玲（第93集起）（香港））

### 相關人物
赤井眼鏡姐（配音員：伊藤加奈惠（日本）、沈育如（台灣）、曾秀清（香港））
服飾店「Prism Stone」店長，給予新加入《星夢頻道》的偶像們各種指導。自前作「星光少女」及「星光樂園」系列出場。跟前作相比，本作的眼鏡姐個性較為強勢，並致力於提高業績。
青葉讓（配音員：豐永利行、德井青空（童年）（日本）、莊汶錡、何東宥（童年）（台灣）、關令翹、黃鳳英（童年）（香港））
凜花的哥哥，「Prism Stone」專屬攝影師，眼鏡姐的助手，但有時慢半拍或粗心大意，因此常被赤井眼鏡姐斥責。
在34集得知小時候曾經是星光頻道「ARROWS」的偶像，但發現自己志向於成為專業攝影師後從「ARROWS」淡出。
在第102集接替幸瀨鳴成為「Dear Crown」的店長。
新柿實（配音員：佳穗成美（日本）；蕭秀玲（台灣）；林元春（香港））、栗原環（配音員：天海由梨奈（日本）；謝佼娟（台灣）；何璐怡→成瑤孆（第63集起）（香港））、芋崎北度（配音員：福緒唯（日本）；巫玉羚（台灣）；廖欣怡（第一、二季）→詹健兒（第三季）（香港））
未來的的同班同學。
琉衣（配音員：荻野葉月（日本）、沈育如（台灣）、張頌欣（香港））
閃亮丘小學的棒球隊隊員，對繪萌的弟弟春太有好感。
三枝隆矢（配音員：浦田涉（日本）、莊汶錡（台灣）、李凱傑、林丹鳳（童年）（香港））、花倉步（配音員：天月（日本）、陳昊青（台灣）、鍾見麟、陸惠玲（童年）（香港））
星夢頻道「ARROWS」男性偶像組合，經常因為意見不合上演解散吵架戲碼。兩人皆是讓和凜花的兒時玩伴。
眼鏡哥（配音員：諏訪部順一（日本）、莊汶錡（台灣）、黃啟昌（香港））
第三季登場，自前作「星光樂園」系列出場，「美妙頻道樂園」的嚮導。
山根智子（配音員：小原好美（日本）；陳琴雲（香港））
「Wasuta」經理人，做事粗心大意。
金城琉夏（配音員：石上靜香（日本）；鄭麗麗（香港））
閃亮園駐場海豚訓練師。
永辻綿羊（配音員：本多真梨子（日本）；張頌欣（香港））
超人氣月刊少女漫畫「真心的愛」作者。
浦島時子（配音員：日高範子（日本）；雷碧娜、何璐怡（青年）（香港））
星夢頻道信號研究所研究主任，星夢頻道手機開發者，瑪莎的大學同學兼好友。
豆紗（配音員：高木美佑（日本）；張頌欣（香港））、雪糕（配音員：奧野香耶（日本）；廖欣怡（香港））、最中（配音員：永野愛理（日本）；沈小蘭（香港））
於第二季登場，閃亮丘小學學生，打算組成組合於星夢頻道出道。
茶子（配音員：柴田芽衣（日本）；林元春（香港））
閃亮宿幼稚園學生，非常喜歡安娜。
爬爬國王（配音員：田所陽向（日本）；（香港））
黛雅所在的虛擬世界的爬爬城的國王。
鞏固力糸滿（配音員：小清水亞美（日本）；魏惠娥（香港））
於第三季登場。星輝集團海外分部人員。

### 家人
桃山光（配音員：楠木灯（日本）；何東宥（台灣）；黃昕瑜（香港））
未來的妹妹，閃亮丘小學學生。比起姐姐更為聰明果斷，但也有小孩子的一面。和留羽、黛薇是同班同學，常常糾正兩人的惡行，但也支持著兩人的節目。
未來媽媽（配音員：浅野真澄（日本） 、謝佼娟（台灣）；鄭麗麗（第一季）→劉惠雲（第二季起）（香港））
未來與小光的母親。西式蛋糕店「PATISSERIE PECHE」的店長。
生起氣來很可怕，最討厭壞孩子浪費食物，未來曾說見到媽媽的閃亮笑容是很嚴重的。
口哨先生（配音員：不明（日本）；（香港））
32集出現，未來的父親。是個見到就會帶來好運的先生，後來媽媽口中間接推斷是未來的父親。
繪萌媽媽（配音員：松嵜麗 （日本）；巫玉羚（台灣）；陳琴雲→魏惠娥（第95集起）（香港））
繪萌與春太的母親。
繪萌爸爸（配音員：財滿健太（日本）；陳昊青（台灣）；梁志達（香港））
繪萌與春太的父親。體型寬大，特技是強力的吹氣術。
萌黃春太（配音員：小犬（日本）；蕭秀玲（台灣）；謝潔貞（第一季至第60集）→黃麗芳（第71集起）（香港））
繪萌的弟弟，為閃亮丘小學棒球隊隊員。
萌黃瑪莎（配音員：平野文（日本）；謝佼娟（台灣）；袁淑珍、黃昕瑜（青年）（香港））
繪萌與春太母方的祖母，西方人。看得出春太感到尷尬的情緒。第35話得知其為傳說中史上第一個星光頻道「閃亮亮☆電台」的主持人。年輕時長相與繪萌很相似。
萌黃夏門（配音員：大塚芳忠（日本）；莊汶錡（台灣）、陳欣（第一季）→黃子敬（第三季）、陳灝瑋（青年）（香港））
繪萌與春太母方的祖父，名字的發音類似Come on！興趣是駕駛，經常和朋友騎重型機車四處旅行。
青葉健三郎（配音員：千葉繁（日本）；莊汶錡（台灣）；翟耀輝（香港））
凜花和讓的父親。外表嚴肅，其實很關愛家庭。代替忙碌的妻子照顧子女和寵物貓。
青葉純子（配音員：井上喜久子（日本）；蕭秀玲（台灣）；鄭麗麗（第一季）→沈小蘭（第二季起）（香港））
凜花和讓的母親，外表長相極其酷似其女兒凜花，不同的是五音不全的歌唱力。做事皆用直覺和感性處理，不像凜花一樣凡事照規矩來。職業是醫生，經常在醫院值班而不常回家。
枝梨（配音員：堀江由衣（日本）；黃麗芳（香港））
赤城家的女僕，跟隨在安娜身邊，負責Meltic StAr的主要攝影。妥善打點安娜身邊各種事物，並且有驚人的戰鬥能力。
與十大品牌之一「Dolly Waltz」代表設計師六本木枝梨加長相相似，與其似乎有關連。
赤城嵐（配音員：高橋智秋（日本）；鄭可欣（台灣）；劉惠雲（香港））
安娜的母親，赤城集團的會長與前繼承人，性格與其女兒一樣高傲。
赤城杏太郎（配音員：龍田直樹（日本）；莊汶錡（台灣）；李錦綸（香港））
安娜的父親，赤城集團的副會長，個子矮小，寵女兒。
綠川太郎（配音員：不明（日本）；蕭秀玲（台灣）；何璐怡（第一季）→葉曉欣（第二季）（香港））
莎拉的弟弟。位在換牙的年紀。
綠川佳乃子（配音員：宍戶留美（日本）；鄭可欣（台灣）；林元春（香港））
莎拉的母親，和莎拉一樣會彈吉他，用自彈自唱的方式與人對話。
綠川一平（配音員：麻生智久（日本）；莊汶錡（台灣）；招世亮（香港））
莎拉的父親，畫家，喜歡畫莎拉，總是不滿意自己的作畫，常對著自己畫的莎拉畫像說「不行！莎拉的美可不僅僅這樣」。
玫兒的父母（声 - 森田順平（父）、上坂堇（母）（日本）；葉振聲（父）、黃鳳英（母）（香港））
第二季登场，在空间站关注着女儿的活跃。身着宇宙服，没有露脸也没有台词。
第146話才露臉。
麻里亞的母親（配音員：三宅麻理恵（日本）；許盈→袁淑珍（第102集）（香港））
麻里亞的父親（配音員：乃村健次（日本）；蘇強文（香港））
麻里亞的姊姊們（配音員：竹内恵美子、星乃葉月、佳穂成美（日本）；魏惠娥、廖欣怡、張頌欣（香港））
麥可黒川（配音員：石谷春貴（日本）；陳灝瑋（香港））
本名黒川正人，鈴的長兄與仰慕對象，是風靡歐美的知名舞蹈歌手。
黒川優介（配音員：落合福嗣（日本）；李致林（香港））
鈴的二兄。和麥可一樣擅長舞蹈，但志向於烹飪而成為廚師。
婚田亞菜（配音員：牧野由依（日本）；劉惠雲（香港））
佑助的助手，後於第117話與佑助結婚。
虹之咲的祖母（配音員：前田愛（日本）；雷碧娜（香港））
代替虹之咲在國外工作的父母，照顧她的生活。
虹之咲的父母（配音員：置鮎龍太郎（父）、前田愛（母）（日本）；潘文柏（父）、陸惠玲（母）（香港））
兩位均在國外。
愛麗絲與伊芙的父母（配音員：坪井智浩（父）、柚木涼香（母）（日本）；陳卓智（父）、詹健兒（母）（香港））

### 品牌設計師
在第一季時為七大品牌，而第二季時追加三個新品牌代表。十位設計師的名字中除了黛雅呼應了钻石的莫氏硬度10以外，其餘九位均包含了數字1至9。
一色卡蓮（配音員：釘宮理惠（日本）；巫玉羚（台灣）；廖欣怡（香港））
「Secret♥️Alice」代表設計師。平時的職業是自稱微笑獵人的魔術師。
米契二階堂（配音員：興津和幸（日本）；莊汶錡（台灣）；梁偉德（香港））
「Universe Queen」代表設計師。梳著一頭金色力怎頭的時髦男子。
第25話因為烏鴉咬自己的頭髮而撞到樹，並且失去記憶，直到撞到假冒米契二階堂的男人而恢復記憶。
傑西卡·特羅瓦（Jessica Trois，配音員：松野太紀（日本）；陳昊青（台灣）；黃鳳英（香港））
「Precious Muse」代表設計師。
名字中的Trois為法语的「三」之意。
四谷美香（配音員：麥穗杏菜（日本）；陸惠玲（香港））
「Girls Yell」代表設計師，正式登場於第90話。
五月女雷恩（配音員：土田玲央（日本）；曹啟謙（香港））
「Romance Beat」代表設計師，正式登場於第90話。
六本木枝梨加（配音員：堀江由衣（日本）；黃麗芳（香港））
「Dolly Waltz」代表設計師，於第50話由傑西卡和卡蓮提及，正式登場於第90話。
七星艾菈（配音員：阿澄佳奈（日本）；鄭可欣（台灣）；劉惠雲（香港））
#iL'ange参照。
基裡安·阿赫特·帕茲（Guylian Acht Paz，配音員：速水獎（日本）；黃積權（香港））
「Dance & Street」代表設計師，正式登場於第90話，性格奔放，喜歡饒舌，連說話也是這樣。
名字中的Acht為德语的「八」之意。
第九原莎菲爾
「Cutie Happiness」代表設計師，正式登場於第90話，總是帶著一隻狗在身邊，是十位設計師中唯一一個不說話的，有一個名叫第九原優香里（第九原 ゆかり（だいくはら ゆかり），配音員：相良茉優（日本）；成瑤孆（香港））的孫女。
虹之咲黛雅（配音員：佐佐木李子（日本）；謝佼娟（台灣）；黃昕瑜（香港））
#其他偶像参照。
白鳥（配音員：三森鈴子（日本）；詹健兒（香港））
「Little Princess Egg」代表設計師，第二部時為杏樹的吉祥物，第三部第143話以人形姿態出場。

### 其他作品人物

#### 少女×戰士系列登場
櫻衣心海（さくらい ココミ）、明日沙紀（あすみ サキ）、紫月四葉（しづき ヨツバ）、紅羽星蘭（くれは セイラ）
声 - 菱田未渚美、山口綺羅、原田都愛、石井蘭（日本）；廖欣怡、成瑤孆、劉惠雲、曾秀清（香港）
『秘密×戰士 Phantomirage』（女孩×戰士系列）的客串人物。

#### 星光系列登場
於第118話客串。
春音艾菈（はるね あいら）
配音員：阿澄佳奈（日本）；鄭可欣（台灣）；劉惠雲（香港）
彩瀬奈瑠（あやせ なる）
配音員：加藤英美里（日本）；鄭可欣（台灣）；張頌欣（香港）
上葉美愛（あげは みあ）
配音員：大久保瑠美（日本）；謝佼娟（台灣）；詹健兒（香港）
真中菈菈（まなか らぁら）
声 - 茜屋日海夏（日本）；蕭秀玲（台灣）；黃昕瑜（香港）
夢川唯（ゆめかわ ゆい）
配音員：伊達朱里紗（日本）；鄭可欣（台灣）；劉惠雲（香港）

## 用語解說

### 常用字詞
- 星光頻道台譯Youtube

星光頻道PriChan（Pretty Channel的縮寫）是高科技動畫影片網站，任何人都能透過該網站進行偶像表演，在他人的電視、電腦、手機上線上直播。是任何人憧憬想成為首席偶像的大門。
試試看吧
「試試看吧」能展現你的節目魅力！
創造魅力四射的舞台，獲得許多的讚★吧！
演唱會會出現三次「試試看吧」。
有些「試試看吧」似乎必須提升品牌等級才會出現！
有什麼樣的「試試看吧」，以及該如何讓它出現，都別忘了確認看看喔★
閃亮機會
第一季的要素，星夢☆頻道演唱會結束後從天而降的「閃亮按鈕」登場！
寶石機會
寶石篇的要素，累積「寶石能量」，就能照順序獲得「洋裝」、「鞋子」和「頭飾」的寶石造型哦！
獲得基本的寶石造型之後，就可以收集其他顏色的寶石造型囉♪
快來累積寶石能量，獲得各個顏色的寶石造型吧！

### 大賽關聯
第一季
- 閃亮宿特別選拔大賽(第12話)(日本為2018年6月17日(日)到7月15日(日)和2019年3月21日(四)到4月3日(三)；韓國為2021年3月25日(四)開始；台灣為2020年12月13日(日)到2021年1月10日(日)和2021年12月23日(四)到2022年1月19日(三))

遊戲中在閃亮宿PrismStone裡，唯有備受矚目的偶像們能夠登場的特別大賽開始囉！！獲勝即可獲得限定造型，還有限定拍美照可以遊玩哦！需要會員證才能參加。
大賽共有4回合！全部獲勝的話可以拿到整套的星夢☆頻道制服 純白造型，就算決賽比完還可以再繼續玩。
第一回合預賽的對手：萌黃繪萌，獎品：星夢☆頻道制服 純白頭飾。歌曲：喜歡喜歡感應。
第二回合預賽的對手：桃山未來，獎品：星夢☆頻道制服 純白短裙。歌曲：One Two Sweets。
第三回合預賽的對手：奇蹟閃耀組，獎品：星夢☆頻道制服 純白短靴。歌曲：Ready Action。
決賽的對手：Meltic StAr，獎品：星夢☆頻道制服 純白上衣。歌曲：Play Sound☆。
超級困難模式的對手：Meltic StAr，獎品：瞳色/棉花糖藍彩瞳片。歌曲：Play Sound☆。(復刻追加)
動畫中要先比預賽，預賽內容是拍攝直播節目，誰的節目佔滿整個銀幕畫面就是贏家，就可以跟Meltic StAr對決，共有5組團體參賽。預賽是奇蹟閃耀組獲勝。
在決賽中，比的是演唱，按下閃亮按鈕，進入閃亮機會的團體即可獲勝，就可以拿到整套的星夢☆頻道制服 純白造型。決賽是由奇蹟閃耀組獲勝。
- 夏日女僕特別大賽(第18話)(日本為2018年8月12日(日)到8月26日(日)(限定每個星期六和星期日參賽)和2019年3月21日(四)到4月3日(三)；韓國為2021年3月25日(四)開始；台灣為2021年9月18日(六)到9月27日(一)和2021年12月23日(四)到2022年1月19日(三))

Secret♥️Alice主辦的大賽
遊戲中需要達成12000讚★即可獲得夏日女僕黑莓上衣，要拿到整套的話需要花300圓(新台幣為120元)，有參賽的玩家即可獲得Sweet Honey的閃亮造型的連身造型(日本限定)。需要會員證才能參加。
對手：奇蹟閃耀組，歌曲：SUPER CUTIE SUPER GIRL。
超級困難模式需要達成14000讚★即可獲得髮色/霓虹粉(只限第一次挑戰時獲得)。
動畫中要先比預賽，預賽內容是時尚走秀，由4位評審判定，獲勝前兩組就可以晉級決賽，共有4組團體參賽。預賽是由Meltic StAr和奇蹟閃耀組獲勝。
在決賽中，比的是演唱，按下閃亮按鈕，進入閃亮機會的團體即可獲勝，就可以拿到夏日女僕造型(有黑莓造型、白葉造型和純白天空造型)。決賽是由奇蹟閃耀組獲勝。
- 閃耀好朋友特別大賽(第26話到第27話)(日本為2018年10月7日(日)到10月28日(日)和2019年3月21日(四)到4月3日(三)；韓國為2020年10月1日(四)到11月4日(三)和2021年3月25日(四)開始；台灣為2021年4月11日(日)到5月2日(日)和2021年12月23日(四)到2022年1月19日(三))

Universe Queen主辦的大賽
遊戲中的大賽有4回合！全部獲勝的話，可以拿到整套的時尚放克金色造型。另外節奏遊戲第三階段，讚數會變成問號，還會跟對手一同觸發閃亮機會，達成目標讚數即可進入閃亮機會(沒有達成目標讚數★也能選擇限定的造型，但無法晉級到下個舞台。沒有達成目標讚數★的話，下次遊玩時目標讚數★會降低。)。另外每個階段都沒有失誤的話，第三階段的時候，會有機率讓對手摔倒。4回合都獲勝的話，即可開啟超級困難模式。需要會員證才能參加。
第一回合的對手：青葉凜花，目標讚數★：7000讚★，獎品：時尚放克金色頭飾，歌曲：閃亮地覺醒☆Reincarnation。
第二回合的對手：奇蹟閃耀組(海外版是桃山未來和萌黃繪萌)，目標讚數★：8500讚★，獎品：時尚放克金色短裙，歌曲：Go! Up!STARDOM!(海外版是Ready Action)(台灣世嘉官方網站有誤植)。
第三回合的對手：奇蹟閃耀組，目標讚數★：10000讚★，獎品：時尚放克金綠短靴，歌曲：SUPER CUTIE SUPER GIRL。
決賽的對手：Meltic StAr，目標讚數★：12000讚★，獎品：時尚放克金色上衣，歌曲：COMETIC SILHOUETTE。
超級困難模式對手：Meltic StAr，目標讚數★：14000讚★，獎品：瞳色/雙色貓眼彩瞳片，歌曲：COMETIC SILHOUETTE(困難模式)。
動畫中要先比預賽，在米契日本影城的主題樂園，任何地方有藏卡片，卡片上的任務內容和可獲得點數，只要完成任務可以拿到獲得相對應的點數，在限定時間內獲得最多的點數的前兩名團體，就可以晉級決賽，共有7組團體參賽。預賽是由奇蹟閃耀組和Meltic StAr獲勝。
在決賽中，比的是演唱，按下閃亮按鈕，進入閃亮機會的團體即可獲勝，就可以拿到整套的時尚放克造型(有金色造型、銀色造型和紅色造型)。決賽是由Meltic StAr獲勝。
- 冬季特別大賽(第37話到第38話)(日本為2018年12月23日(日)到2019年1月13日(日)和2019年3月21日(四)到4月3日(三)；韓國為2020年12月20日(日)到2021年1月10日(日)和2021年3月25日(日)開始；台灣為2021年10月3日(日)到10月24日(日)和2021年12月23日(四)到2022年1月19日(三))

Presius muse主辦的大賽
遊戲中的大賽有4回合！全部獲勝的話，可以拿到整套的閃亮之星極光造型。另外節奏遊戲第三階段，讚數會變成問號，還會跟對手一同觸發閃亮機會，達成目標讚數即可進入閃亮機會(沒有達成目標讚數★也能選擇限定的造型，但無法晉級到下個舞台。沒有達成目標讚數★的話，下次遊玩時目標讚數會降低。)。另外每個階段都沒有失誤的話，第三階段的時候，會有機率讓對手摔倒。4回合都獲勝的話，即可開啟超級困難模式。需要會員證才能參加。
第一回合的對手：白鳥杏樹，目標讚數★：7000讚★，獎品：閃亮之星極光頭飾，歌曲：Fortune Carat。
第二回合的對手：Meltic StAr，目標讚數★：8500讚★，獎品：閃亮之星極光短裙，歌曲：COMETIC SILHOUETTE。
第三回合的對手：Meltic StAr，目標讚數★：10000讚★，獎品：閃亮之星極光舞鞋，歌曲：無論睡著或醒來都是DREAMIN' GIRL。
決賽的對手：奇蹟閃耀組，目標讚數★：12000讚★，獎品：閃亮之星極光上衣，歌曲：少女Attention Please。
超級困難模式的對手：奇蹟閃耀組，目標讚數★：14000讚★，獎品：瞳色/聖誕節彩瞳片，歌曲：少女Attention Please(困難模式)。
動畫中要先比預賽，共有8組團體參賽，預賽是比表演，後來因為小大人壞壞作弊，變成Meltic StAr直接獲勝，但是赤城安娜、觀眾們和潔西卡不能接受這種結果，潔西卡提議在比一次預賽。
第二次預賽是非問答題，共有6組團體，剩下兩名團體是採用搶答題形式的關卡(由於Meltic StAr已經進入決賽，所以不用再比預賽)，每猜對一次，座位往上升，座位到達最上方的團體，還要回答潔西卡的最後一題題目。第二次預賽是由奇蹟閃耀組獲勝(一開始是猜名大聖，但是最後一道題目答錯，轉到奇蹟閃耀組身上)。
在決賽中，比的是演唱，按下閃亮按鈕，進入閃亮機會的團體即可獲勝，就可以拿到整套的閃亮之星極光造型，不過輪到奇蹟閃耀組表演的時候出狀況，導致換成實體服裝表演。決賽是由奇蹟閃耀組和Meltic StAr同時獲勝。
- 新生代星夢公主特別大賽(第50話)(日本為2019年3月3日(日)到4月3日(三)；韓國為2021年3月7日(日)開始；台灣為2021年12月5日(日)到2022年1月19日(三))

下一期星夢公主的決定大賽
遊戲中的大賽有分預選和主賽，都是四回合！預賽全部獲勝的話，可以拿到整套的美妙蝴蝶結粉彩薄荷造型；主賽全部獲勝的話可以拿到整套的時尚放克紫丁香造型。另外節奏遊戲第三階段，讚數會變成問號，還會跟對手一同觸發閃亮機會，達成目標讚數即可進入閃亮機會(沒有達成目標讚數★也能選擇限定的造型，但無法晉級到下個舞台。沒有達成目標讚數★的話，下次遊玩時目標讚數★會降低。)。另外每個階段都沒有失誤的話，第三階段的時候，會有機率讓對手摔倒。8回合都獲勝的話，即可開啟超級困難模式，共兩回合。需要會員證才能參加，另外主賽需要頂級票卡才能參加。
預選
第一回合的對手：桃山未來，目標讚數★：6000讚★，獎品：美妙蝴蝶結粉彩薄荷頭飾，歌曲：One Two Sweets。
第二回合的對手：奇蹟閃耀組，目標讚數★：7500讚★，獎品是美妙蝴蝶結粉彩薄荷短裙，歌曲：SUPER CUTIE SUPER GIRL。
第三回合的對手：赤城安娜和綠川莎拉(遊戲標示為Meltic StAr)，目標讚數★：8500讚★，獎品：美妙蝴蝶結粉彩薄荷短靴，歌曲：Play Sound☆。
第四回合的對手：Meltic StAr，目標讚數★：10000讚★，獎品：美妙蝴蝶結粉彩薄荷上衣、頂級票卡，歌曲：COMETIC SILHOUETTE。
主賽(日本為2019年3月14日(四))到4月3日(三)；韓國為2021年3月18日(四))開始；台灣為2021年12月16日(四)到2022年1月19日(三))
第一回合的對手：Meltic StAr，目標讚數★：7500讚★，獎品：時尚放克紫丁香頭飾，歌曲：無論睡著或醒來都是DREAMIN' GIRL。
第二回合的對手：奇蹟閃耀組，目標讚數★：9000讚★，獎品：時尚放克紫丁香短裙，歌曲：少女Attention Please。
準決賽(遊戲中標記第三回合)對手：白鳥杏樹，目標讚數★：11000讚★，獎品：時尚放克紫丁香短靴，歌曲：Fortune Carat。
決賽對手：白鳥杏樹和七星艾拉(遊戲標示為iL'ange)，目標讚數★：13000讚★，獎品：時尚放克紫丁香上衣，歌曲：Perfect Finale。
超級困難模式(日本為2019年3月14日(四))到4月3日(三)；韓國為2021年3月18日(四))開始；台灣為2021年12月16日(四)到2022年1月19日(三))
特別演唱會對手：Meltic StAr和七星艾拉，目標讚數★：14000讚★，歌曲：Happypicnic。
特別演唱會對手：奇蹟閃耀組和白鳥杏樹，目標讚數★：15000讚★，獎品：瞳色/紅金彩瞳片，歌曲：開始閃亮吧。
動畫中要先比預賽，用直播的方式來表演，再由7大設計教主審查，審查通過後才能拿到頂級票卡。獲勝者是由Meltic StAr和奇蹟閃耀組，但是Meltic StAr要跟奇蹟閃耀組私下對決，結果輸掉比賽，放棄參賽。
在決賽中，要跟iL'ange對決，要輪流表演，誰把聖杯裝滿閃亮星芒即可獲勝(全世界的按讚數)，同時也是白鳥杏樹的退休之戰。獲勝的是奇蹟閃耀StAr(由奇蹟閃要組和Meltic StAr組合而成的團體，一開始是由奇蹟閃耀組出賽，但是打不過iL'ange，Meltic StAr就來幫忙，中途自動換成純潔公主造型，奇蹟閃耀組是白色；Meltic StAr則是紅色。結果奇蹟閃耀StAr的聖杯，卻裝不下閃亮星芒，聖杯就破掉了。)。
第二季
- 實石選拔賽（ジュエルオーディション）

遊戲中需要會員證才能拿到對應角色的服裝，每套服裝需要玩5次即可，分別是洋裝、鞋子和頭飾。
寶石偶像
- 黛雅慶典(日本為2019年6月22日(六)到2019年7月7日(日)的星期六和星期日)
- 鳳凰杯(日本為2019年10月6日(日)到2019年11月4日(一)，每個店家的比賽時間不同)
- 寶石時裝大賽(日本為2020年2月23日(日)到2020年4月1日(三)；韓國為2022年2月27日(日)到4月6日(三)；台灣為2022年12月22日到2023年2月22日；星夢彩蛋二彈再次登場)

遊戲中每一週開放6話，共18話，全部破關的話，可以拿到整套鑽石寶石造型，但是無法再進入。需要會員證才能參加，另外全破的話，會得到未來穿著整套鑽石寶石造型的追蹤票卡。
1話到6話為鑽石舞鞋。
7話到12話為鑽石寶石王冠。(日本為2020年3月1日(日)開放；台灣為12月29日開放)
13話到18話為鑽石寶石禮服和鑽石寶石獎牌。(日本為2020年3月8日(日)開放；台灣為2023年1月5日開放)
動畫中需要湊齊10位寶石偶像才能舉辦，最終由未來獲勝(主要是遊戲版的設定)。
第三季
- 星夢公主杯

遊戲中以彈數為主，共4回合，通過該彈數的星夢公主杯，就可以拿到該彈數的特別獎章，還能開啟超困難模式，需要會員證才能參加。另外節奏遊戲第三階段，讚數會變成問號。
動畫中由星輝集團和赤城財團共同舉辦的大賽，星夢頻道樂園被劃分成5個區域，每一區都會舉辦星夢公主杯，該區域獲勝的偶像團體，就是該區域的星夢公主，也會拿到該區域的炫彩光影造型，得到最多星夢公主稱號的偶像團體，就可以拿到炫彩光影女王的稱號。
- 彩虹星夢公主杯(日本為2020年4月26日到5月20日，韓國為2022年5月8日到6月1日；台灣為2023年2月25日到3月22日)

第一回合的對手：桃山未來，目標讚數★：6000，獎品：300追蹤者，歌曲：炫彩光影·樂園。
第二回合的對手：赤城安娜，目標讚數★：7500，獎品：500追蹤者，歌曲：戲劇女主角。
第三回合的對手：Meltic StAr，目標讚數★：8000，獎品：800追蹤者，歌曲：La La Meltic StAr。
決賽的對手：奇蹟閃耀組，目標讚數★：10000，獎品：1500追蹤者和專屬角色部件：閃耀氣泡，歌曲：奇蹟閃耀組雲霄飛車。
超級困難模式對手：奇蹟閃耀組，目標讚數★：12000，獎品：1000追蹤者和專屬角色部件：燈籠辯，歌曲：奇蹟閃耀組雲霄飛車(困難模式)。
動畫中分兩回合，以彩虹天空區為舞台，第一回合，要乘坐直落地心轉轉樂，看哪組偶像團體沒有出聲，只有兩組名額，最終由Meltic StAr和奇蹟閃耀組(繪萌很害怕坐會尖叫類型的遊樂設施，像是雲霄飛車、直落地心轉轉樂......等遊樂設施，最後閃亮啾用屁屁塞住繪萌的嘴巴得以解決問題)晉級決賽。
決賽採用演唱會對決，最終由奇蹟閃亮組獲勝(主要是遊戲版的設定)，得到彩虹天空炫彩光影造型和該區域的星夢公主。
- 旋律星夢公主杯(日本為2020年8月20日到9月30日，韓國為2022年7月10日到8月3日；台灣為2023年7月9日到8月2日)

第一回合的對手：閃亮啾，目標讚數★：6000，獎品：300追蹤者，歌曲：閃耀地星夢☆頻道樂園(閃亮啾版本)。
第二回合的對手：玫露熊，目標讚數★：7000，獎品：500追蹤者，歌曲：閃耀地星夢☆頻道樂園(玫露熊版本)。
第三回合的對手：奇蹟閃耀組，目標讚數★：8500，獎品：800追蹤者，歌曲：奇蹟閃耀組雲霄飛車。
決賽的對手：Meltic StAr，目標讚數★：10000，獎品：1500追蹤者和專屬角色部件：閃耀氣泡，歌曲：Merry Merry Fantasia!。
超級困難模式對手：Meltic StAr，目標讚數★：12000，獎品：1000追蹤者和專屬角色部件：燈籠辯，歌曲：Merry Merry Fantasia!(困難模式)。
動畫中分兩回合，以奇幻旋律區為舞台，第一回合的比賽方式直接用眼鏡歌賽事精華演示(主要是動畫組省略比賽內容，導致用圖畫的方式演示)，最終由Meltic StAr和奇蹟閃耀組晉級決賽。
決賽採用演唱會對決，最終由Meltic StAr獲勝(主要是遊戲版的設定)，得到奇幻旋律炫彩光影造型和該區域的星夢公主。
- 人魚星夢公主杯(日本為2020年10月22日到12月2日，韓國為2022年9月11日到10月5日；台灣為2023年9月24日到10月18日)

第一回合的對手：菈比莉，目標讚數★：6000，獎品：300追蹤者，歌曲：閃耀地星夢☆頻道樂園(菈比莉版本)。
第二回合的對手：Meltic StAr，目標讚數★：7000，獎品：500追蹤者，歌曲：Merry Merry Fantasia!。
第三回合的對手：奇蹟閃耀組，目標讚數★：8500，獎品：800追蹤者，歌曲：奇蹟閃耀組雲霄飛車。
決賽的對手：Ring Marry，目標讚數★：10000，獎品：1500追蹤者和專屬角色部件：閃耀光彩眼瞳，歌曲：言語・捧花。
超級困難模式對手：Ring Marry，目標讚數★：12000，獎品：1000追蹤者和專屬角色部件：白色系花朵公主髮型，歌曲：言語・捧花(困難模式)。
動畫中分兩回合，以海洋人魚區為舞台，最後由Ring Marry獲勝(主要是遊戲版的設定)。
- 日光星夢公主杯(日本為2020年10月22日到12月2日，韓國為2022年11月13日到12月7日；台灣為2023年11月5日到11月29日)

第一回合的對手：奇蹟閃耀組，目標讚數★：6000，獎品：300追蹤者，歌曲：奇蹟閃耀組雲霄飛車。
第二回合的對手：Meltic StAr，目標讚數★：7000，獎品：500追蹤者，歌曲：Merry Merry Fantasia!。
第三回合的對手：GOGO!MASCOTS，目標讚數★：8500，獎品：800追蹤者，歌曲：約定Sensation。
決賽的對手：愛麗絲·佩佩朗奇諾(星夢彩蛋四彈，星夢彩蛋五彈改成輝愛麗絲)，目標讚數★：10000，獎品：1500追蹤者和專屬角色部件：其瀏海短髮，歌曲：Sunshine Smiles。
超級困難模式對手：愛麗絲·佩佩朗奇諾(星夢彩蛋四彈，星夢彩蛋五彈改成輝愛麗絲)，目標讚數★：12000，獎品：1000追蹤者和專屬角色部件：自然天空眼瞳，歌曲：Sunshine Smiles(困難模式)。
動畫中分兩回合，以日光馬戲團區為舞台，最後由愛麗絲·佩佩朗奇諾(第142話起改成輝愛麗絲)獲勝(主要是遊戲版的設定)。
- 月光星夢公主杯(日本為2021年2月4日到3月10日，韓國為2023年1月8日到2月1日，台灣為2024年2月25日到3月20日)

第一回合的對手：Ring Marry，目標讚數★：6000，獎品：300追蹤者，歌曲：言語・捧花。
第二回合的對手：露露娜，目標讚數★：7000，獎品：500追蹤者，歌曲：月之光。
第三回合的對手：輝愛麗絲(星夢彩蛋五彈起)，目標讚數★：8500，獎品：800追蹤者，歌曲：sunshine smiles。
決賽的對手：輝伊芙，目標讚數★：10000，獎品：1500追蹤者和專屬角色部件：閃耀氣泡，歌曲：星象儀之殻。
超級困難模式對手：輝伊芙，目標讚數★：12000，獎品：1000追蹤者和專屬角色部件：燈籠辯，歌曲：星象儀之殻(困難模式)。
動畫中分兩回合，以月光魔法區為舞台，最後由輝伊芙獲勝(主要是遊戲版的設定)，後來伊芙跟她的親生姐姐輝愛麗絲組成ALIVE，辭去月光魔法區的星夢公主稱號，改由W戴雅接替。
- 吉祥物

遊戲中需要從蛋的型態開始，需要會員證玩10次才能變成偶像吉祥物，是解鎖角色的途徑，也是拿炫彩光影造型的途徑，到達數量的★，而且要抓住炫彩光影星夢彩蛋才能拿到，其中一位角色的炫彩光影造型全部收齊之後，就可以更換角色，但是換吉祥物的話，要從蛋型態開始培養。只有菈菈不需要條件即可作為玩家角色。
新手吉祥物（星2個〜5個）
是新手級的吉祥物
星夢吉祥物（星6個〜9個）
是星夢級的吉祥物
偶像吉祥物(星10個）
是偶像級的吉祥物，可變身成偶像吉祥物。
- 女王大賽(日本為2021年4月25日(日)到2021年6月2日(三)；韓國為2023年3月26日(日)到5月3日(三)；台灣為2024年5月19日(日)到星夢彩蛋六彈結束)

遊戲中有三大關卡，分別是前半段、後半段和最終戰，共9回合，全部獲勝的話可以拿到整套炫彩光影女王造型(沒有達成目標讚數★，就無法晉級到下個舞台)，但是無法再參賽。需要會員證才能參加。另外節奏遊戲第三階段，讚數會變成問號。最終戰要贏前半段和後半段，並且要玩3次，才能跟索路路和露露娜對決。
前半段
第一回合的對手：奇蹟閃耀組，歌曲：奇蹟閃耀組雲霄飛車，目標讚數★：6000
第二回合的對手：Meltic StAr，歌曲：Merry Merry Fantasia!，目標讚數★：7000
第三回合的對手：Ring Marry，歌曲：言語・捧花，目標讚數★：8500
第四回合的對手：GOGO!MASCOTS，歌曲：約定Sensation，目標：抓住炫彩光影星夢彩蛋(海外版為目標讚數★：10000)，獎品：城堡炫彩光影頭飾
後半段(日本為2021年5月9日(日)到2021年6月2日(三)；韓國為2023年4月9日(日)到5月3日(三)；台灣為2024年6月2日(日)到到星夢彩蛋六彈結束)
第五回合的對手：輝愛麗絲，歌曲：Sunshine Smiles，目標讚數★：7500
第六回合的對手：輝伊芙，歌曲：星象儀之殻，目標讚數★：8500
準決賽的對手：ALIVE，歌曲：即興表演般的命運，目標讚數★：10000
決賽的對手：奇蹟閃耀組，歌曲：最終炫彩光影秀，目標：抓住炫彩光影星夢彩蛋(海外版為目標讚數★：10000)，獎品：城堡炫彩光影鞋子
最終戰(日本為2021年5月9日(日)到2021年6月2日(三)；韓國為2023年4月9日(日)到5月3日(三)；台灣為2024年6月2日(日)到到星夢彩蛋六彈結束)
對手：索路路、露露娜，歌曲：覺醒之光，目標：抓住炫彩光影星夢彩蛋，獎品：城堡炫彩光影禮服、女王權杖、試試看吧「誕生！閃耀光芒終極炫彩光影女王！」

## 街機遊戲介紹

### 品牌
- Sweet Honey

於第一彈推出之可愛系品牌。
- Girl’s Yell

於第一彈推出之流行系品牌。
- Dolly Waltz

於第二彈推出之可愛系品牌。
- Romance Beat

於第二彈推出之酷炫系品牌。
- Secret Alice

於第三彈推出之酷炫系品牌。
- Universe Queen

於第四彈推出之酷炫系品牌。
- Precious Muse

於第五彈推出之頂級系品牌(第一季第四彈先行登場，限日本版)。
- Cutie Happiness

於寶石一彈推出之可愛系品牌。
- Dance&Street

於寶石三彈推出之酷炫系品牌。
- Milky Rainbow

於寶石五彈推出之流行系品牌。
- Little Princess Egg

於星夢彩蛋一彈推出的品牌。
- Fun Fun Trunk

於星夢彩蛋四彈推出之自然系品牌。
- Moonlight Magic

於星夢彩蛋五彈推出之名流行系品牌。

### 拍照道具
第一彈
- 粉紅捧花

- 乳香冰淇淋

- 繽紛糖果

- 奶油蛋糕

- 標準型麥克風

第二彈
- 紅色玫瑰

- 桃紅小兔兔 玩偶

- 冰淇淋蘇打

- 快樂魔法棒

- 美味蛋包飯

第三彈
- 紅紅的西瓜

- 閃亮啾

- 金色皇后權杖

- 刨冰草莓口味

- 繽紛棉花糖

- 星夢手機

- 情人節可愛巧克力(日本和韓國為第一季第六彈)

第四彈
- 紫色羽毛扇

- 粉紅蘿莉塔陽傘

- 典型棕色書

- 魔法的粉紅卡牌

第五彈
- 古典小提琴

- 暖暖濃湯

- 閃亮粉紅指甲油

- 大☆熊熊

- 美味刀子&叉子

- 酷瑪玩偶(2021年10月14日到11月17日)

- 普妮蔻玩偶(2021年10月14日到11月17日)

第六彈
- 泡泡蘇打

- 白色羽毛筆

- 可愛牙刷

- 大漢堡

寶石一彈
- 茶杯&杯盤

- 薄荷綠愛心 泡泡水組

- 貓咪占卜師 藍色頭飾

- 喜愛的相機(2022年2月3日起)

- 紅蘋果(2022年2月3日起)

寶石二彈
- 白色 森林喇叭

- 閃亮啾饅頭

- 繽紛傘

寶石三彈
- 水藍色水槍

- 閃亮啾面具

- 熱帶星期天 藍色夏威夷口味

- 大型向日葵(2022年6月30日起)

寶石四彈
- 萬聖節 夜間遊行包

- 綠寶石 茶杯&杯盤

- 星光手機

- 黃色 羽毛扇(2022年8月25日起)

寶石五彈
- 黑珍珠 奶茶

- 魔法的 藍色卡牌

- 暖暖牛肉濃湯

- 螢光幻彩飾物

寶石六彈
- 原始人風肉排

- 螢光幻彩指揮棒

- 偶像時間豎琴

好朋友頻道
- 幸運魔法棒

- 柳橙蘇打

- 水藍小兔兔 玩偶

- 紫色玫瑰

- 藍色皇后權杖

- 紅色羽毛扇

- 古典白色小提琴

- 白色情人節可愛巧克力

- 喜愛的相機 灰白

- 黃色水槍

### 歌曲
只有寶石篇，一個人獨唱的角色，皆為3人團體(動畫版則是一人獨唱，只有心情雀躍 心中的寶石♪這首歌的背景跟遊戲版不同)。
第一彈(日本為2018年4月19日；韓國為2020年4月2日；台灣為2020年9月11日。海外有多加Make it和GOGO！星光樂園with；台灣機台第六彈的2021年12月16日後，選擇歌曲選單，選Make it和GOGO！星光樂園with，會變成韓文翻唱版的BUG，到了寶石第三彈仍然沒有改善。)
- キラキラプリ☆チャンワールド(반짝이는 프리☆채널 월드)(閃亮亮星夢☆頻道世界)

歌：桃山未來、萌黃繪萌
於星光魔法第二季第十章再次收錄
- Let'sプリ☆チャン(Let's 프리☆채널)(Let's星夢☆頻道)

歌：桃山未來、萌黃繪萌
- レディー・アクション！(레디 액션!)(Ready Action！)

歌：桃山未來、萌黃繪萌(中文翻唱)
- ワン・ツー・スウィーツ(원●투●스위트)(One Two Sweets)

歌：桃山未來(中文翻唱)
- スキスキセンサー(좋아 좋아 센서)(喜歡喜歡感應)(日本為2018年5月10日；韓國為2020年5月7日；台灣為2020年11月1日)

歌：萌黃繪萌(中文翻唱)
第二彈(日本為2018年6月7日；韓國為2020年6月4日；台灣為2020年12月3日)
- キラッとスタート(반짝이는 스타트)(開始閃亮吧)(台灣直接改成6人版的人數和舞台)

歌：Run Girls, Run!(中文翻唱)
- Play Sound☆(플레이 사운드☆)

歌：赤城安娜、綠川莎拉
- パシャッとパシャ☆ステでゴー！ 〜Go★Go Pri☆chan!〜([베스트라이크 베스트샷☆스테이지 Go!!)(喀擦！拍美照☆小站GO！)(日本為2018年7月5日；韓國為2020年7月2日；台灣為2021年1月7日)

歌：專屬角色女孩們
第三彈(日本為2018年8月2日；韓國為2020年8月6日；台灣為2021年2月4日)
- インフルエンサー(海外版未收錄)

歌：赤城安娜、綠川莎拉
- キラリ覚醒☆リインカーネーション(찬란한 각성☆리카네이션)(閃亮地覺醒☆Reincarnation)

歌：青葉凜花
- SUPER CUTIE SUPER GIRL

歌：桃山未來，萌黃繪萌、青葉凜花
- Forever Friends～1/74億分の奇跡～(Forever Friends～1/74억분의 기적～)(Forever Friends～74億分之1的奇蹟～)(星光樂園機台遊戲的歌曲，日本為2018年9月6日；韓國為2020年9月3日；台灣為2021年3月4日)

歌：專屬角色女孩們
歌：桃山未來、黛雅(日本為星光閃耀群星三彈的2021年10月28日；韓國為星光閃耀群星三彈的)2023年11月2日；台灣版未收錄)
第四彈(日本為2018年10月4日；韓國為2020年10月1日；台灣為2021年4月1日)
- COMETIC SILHOUETTE

歌：赤城安娜、綠川莎拉、紫藤玫兒
- Go! Up! スターダム!(Go! Up!STARDOM!)(韓國版未收錄，台灣機台因為韓國版沒有收入這首歌，導致試試看吧的順序為第一季的試試看吧的順序)

歌：Run Girls, Run!
- LOVEマシーン(日本為2018年10月18日)(海外版未收錄)

歌：桃山未來、紫藤玫兒
- スススス天才スマイル(SSSS天才Smile)(星光樂園機台遊戲的歌曲，日本為2018年11月1日；韓國為2020年11月5日；台灣為2021年5月6日)

歌：專屬角色女孩們
第五彈(日本為2018年12月6日；韓國為2020年12月3日；台灣為2021年9月16日)
- フォーチュン・カラット(Fortune Carat)

歌：白鳥杏樹
- 乙女アテンションプリーズ(少女Attention Please)

歌：桃山未來、萌黃繪萌、青葉凜花
- ミラクル☆キラッツ クリスマスメドレー(奇蹟閃耀組聖誕組曲)(聖誕節限定曲，分別是第一季第五彈、寶石五彈的2019年11月28日到2019年12月25日和星夢彩蛋四彈的2020年12月3日到2020年12月30日；台灣為第二彈的2020年12月3日到於第二彈結束、寶石二彈、2023年12月22日到2024年1月24日和星光閃耀群星二彈。)

歌：桃山未來，萌黃繪萌、青葉凜花
- 寝ても覚めてもDREAMIN' GIRL(無論睡著或醒來都是DREAMIN' GIRL)(日本為2018年12月20日；韓國為2020年12月17日；台灣為2021年10月7日，不過台灣在10月3日的冬季特別大賽第三戰先行開放)

歌：赤城安娜、綠川莎拉、紫藤玫兒
- U.S.A(日本為2018年12月27日)(海外版未收錄)

歌：桃山未來、萌黃繪萌、青葉凜花、赤城安娜、綠川莎拉、紫藤玫兒
- ブランニュー・ハピネス！(第一季第五彈標記為Brand New Happiness)(嶄新的・幸福！)(第一季第五彈為限定歌曲，限定菈菈頻道、小唯頻道和菈菈與小唯頻道。日本為2018年12月6日到2019年2月6日；韓國為2020年12月3日到2021年2月3日；台灣為2021年9月16日到11月17日)(星夢彩蛋六彈為正式登場，日本為2021年4月4日；韓國為2023年2月23日；台灣為2024年4月11日)(『偶像時間星光樂園』動畫的插曲)

歌：小唯、菈菈
第六彈(日本為2019年2月7日；韓國為2021年2月4日；台灣為2021年11月18日，台灣SEGA官方網站除了Happypicnic，其他三首歌曲沒標示日期)
- チョコッティこちょハート(心動可可茶)(情人節限定曲，台灣為第一季第三彈的2021年2月4日)

歌：赤城安娜、綠川莎拉、紫藤玫兒
- ハッピーピクニック(Happypicnic)

歌：桃山未來、萌黃繪萌、青葉凜花、赤城安娜、綠川莎拉、紫藤玫兒
- ありがとう、ごめんね、また明日(謝謝、對不起、明天見)(星光樂園機台遊戲的歌曲，日本為2019年2月21日；韓國為2021年2月18日；台灣在2021年12月9日的法拉拉頻道第五關先行開放，12月16日正式登場)

歌：專屬角色女孩們
- パーフェクト・フィナーレ(Perfect Finale)(日本為2019年2月28日；韓國為2021年3月4日；台灣為2021年12月9日）

歌：白鳥杏樹、七星艾菈
- キラッとスタート（6人Ver.）(開始閃亮吧(動畫主題曲)六人版)(日本為2019年3月3日；韓國為2021年3月7日)

歌：桃山未來、萌黃繪萌、青葉凜花、赤城安娜、綠川莎拉、紫藤玫兒
寶石一彈(日本為2019年4月4日；韓國為2021年4月8日；台灣為2022年1月20日)
- TOKIMEKI ハート・ジュエル♪(心情雀躍 心中的寶石♪)

歌：桃山未來(中文翻唱)
- チャンとプリ☆チャンやってみた！(初次嘗試星夢☆頻道！)

歌：桃山未來、萌黃繪萌、青葉凜花
歌：赤城安娜、綠川莎拉、紫藤玫兒(日本為寶石四彈的2019年10月24日；韓國為寶石四彈的2021年10月28日；台灣為寶石四彈的2022年8月25日)
- ダイヤモンドスマイル(微笑鑽石)(日本為2019年4月25日；韓國為2021年4月29日；台灣為2022年2月3日)

歌：Run Girls, Run!(中文翻唱)
- シアワ星かわいい賛歌(幸福星可愛讚頌歌)(日本為2019年4月25日；韓國為2021年4月29日；台灣為2022年2月3日)

歌：金森瑪莉亞
寶石二彈(日本為2019年5月23日；韓國為2021年5月27日；台灣為2022年3月31日)
- 夢色エナジー(夢想顏色的能量)

歌：青葉凜花
- オンリーマイジュエルコーデ(只屬於我的寶石造型)

歌：專屬角色女孩們
- スペース！スパイス！スペクタクル！(Space！Spice！Spectacle！)(日本為2019年6月27日；韓國為2021年6月24日；台灣為2022年4月28日)

歌：紫藤玫兒
寶石三彈(日本為2019年7月11日；韓國為2021年7月15日；台灣為2022年6月2日)
- キューティ・ブレイキン(Cutie・Break in)

歌：黑川鈴
- じゃんけんキラッと！プリ☆チャン(猜拳 閃耀吧！星夢☆頻道)

歌：桃山未來(中文翻唱)
- Make it!(日本為2019年8月1日到2019年9月18日；韓國為2021年8月5日；台灣為2022年6月2日到寶石第三彈結束)(星光樂園5周年頻道第四章完成後開啟)

歌：i☆Ris
- GoGo!プリパライフ(GOGO!프리파라이브)(GOGO!星光樂園)(日本為2019年8月1日到2019年9月18日；韓國為2021年8月5日；台灣為2022年6月2日到寶石第三彈結束)(星光樂園5周年頻道第一章完成後開啟)

歌：真中菈菈、南美莉、北條蘇菲
- インディビジュアル・ジュエル(專屬的個性・寶石)(日本為2019年8月8日；韓國為2021年8月12日；台灣在2022年6月23日的星光樂園5周年頻道第20章先行開放，6月30日正式開放)

歌：金森瑪莉亞、黑川鈴
- 夏祭り(日本為2019年8月8日)(海外版未收錄)

歌：金森瑪莉亞、黑川鈴
寶石四彈(日本為2019年9月19日；韓國為2021年9月23日；台灣為2022年8月4日)
- えもめきピッカーン(怦然激萌閃亮)

歌：萌黃繪萌
- フレンドパスワード(友情的密碼)(寶石四彈為限定歌曲，日本為2019年9月29日到2019年10月14日)(寶石五彈為正式登場，日本為2019年11月28日；韓國為2021年12月2日；台灣為2022年9月29日)

歌：黛雅
- My Secret heArtbeats(遊戲中標記為マイシークレットハートビーツ)(日本為2019年10月24日；韓國為2021年10月28日；台灣在2022年8月4日的黛雅慶典洋裝頻道先行開放，8月25日正式開放)

歌：綠川莎拉
寶石五彈(日本為2019年12月5日；韓國為2021年12月2日；台灣為2022年9月29日)
- La La Meltic StAr(遊戲中標記為ラ ラ メルティックスター)(日本為2019年12月5日；韓國為2021年12月9日)

歌：赤城安娜、綠川莎拉、紫藤玫兒
- ロケットハート(心之火箭)(日本為2019年12月12日；韓國為2021年12月16日；台灣為2022年10月13日)

歌：桃山未來、萌黃繪萌、青葉凜花
- ヒロインズドラマ(戲劇女主角)(日本為2019年12月26日；韓國為2021年12月30日；台灣為2022年10月20日)

歌：赤城安娜
- ツヨキ！ツインテールズ(堅定的！雙馬尾同盟)(日本為2020年1月9日；韓國為2022年1月13日；台灣為2022年10月20日)

歌：萌黃繪萌、赤城安娜
寶石六彈(日本為2020年1月23日；韓國為2022年1月27日；台灣為2022年12月1日)
- ハート♥イロ♥トリドリ〜ム(夢想♥繽紛的心)(星光少女彩虹舞台的彩瀨鳴的歌曲)

歌：幸瀨鳴
- フレンドパスワード 〜Another World〜(友情的密碼〜Another World〜)(遊戲中標記為フレンドパスワード 〜アナザーワールド〜)(日本為2020年2月6日；韓國為2022年2月10日；台灣為2022年12月8日)

歌：黛雅
- ダイヤモンドスマイル（10人Ver.）(微笑鑽石十人版)(日本為2020年2月27日；韓國為2022年3月3日；台灣為2022年12月22日)

歌：桃山未來、萌黃繪萌、青葉凜花、赤城安娜、綠川莎拉、紫藤玫兒、白鳥杏樹、金森瑪莉亞、黑川鈴、黛雅
星夢彩蛋一彈(日本為2020年4月2日；韓國為2022年4月7日；台灣為2023年2月23日)
- イルミナージュ・ランド(炫影光彩・樂園)

歌：Run Girls, Run!(中文翻唱)
- プリ☆チャンランドきちゃいまッCHU！(星夢☆頻道樂園我們來了啾！)

歌：桃山未來、萌黃繪萌、青葉凜花、閃亮啾
- ミラクルコースター(奇蹟閃耀組雲霄飛車)(韓國為2022年4月21日；台灣先行在2023年2月25日到3月22日登場，於4月6日正式開放)

歌：桃山未來、萌黃繪萌、青葉凜花
- キラッとプリ☆チャンランド(閃耀地星夢☆頻道樂園)

歌：閃亮啾(日本為星夢彩蛋一彈的2020年7月5日；韓國為2022年5月19日；台灣為2023年4月6日)
歌：玫露熊(日本為星夢彩蛋二彈的2020年8月2日；韓國為2022年6月23日；台灣為2023年5月18日)
歌：菈比莉(日本為星夢彩蛋三彈的2020年10月4日；韓國為2022年8月25日)
星夢彩蛋二彈(日本為2020年7月30日；韓國為2022年6月16日；台灣為2023年5月18日)
- Merry Merry Fantasia!(遊戲中標記為メリーメリーファンタジア！)

歌：赤城安娜、綠川莎拉、紫藤玫兒
- イルミなアイドルI☆RU☆YO(炫光偶像I☆RU☆YO)(日本為2020年8月27日；韓國為2022年7月14日；台灣為2023年7月6日)

歌：專屬角色女孩們
星夢彩蛋三彈(日本為2020年10月1日；韓國為2022年8月18日；台灣為2023年8月10日)
- コトバ・ブーケ(言語・捧花)

歌：金森瑪莉亞、黑川鈴
- チクタク・Magicaる・アイドルタイム！(滴！答！・Magica・偶像時間)(偶像時間星光樂園的夢川唯的歌曲)(日本為2020年10月29日；韓國為2022年9月15日；台灣為2023年9月21日)

歌：激川唯
星夢彩蛋四彈(日本為2020年12月3日；韓國為2022年10月20日；台灣為2023年11月2日)
- おやくそくセンセーション(約定Sensation)

歌：閃亮啾、玫露熊、菈比莉
- Sunshine Smiles(遊戲中標記為サンシャインスマイルズ)

歌：愛麗絲·佩佩朗奇諾(星夢彩蛋四彈，星夢彩蛋五彈改成輝愛麗絲)
- Despertar del SOL!(從太陽中覺醒吧!)(遊戲中標記為デスペルタル・デル・ソル！)(日本為2020年12月17日；韓國為2022年11月17日；台灣為2023年12月14日)

歌：索路路
星夢彩蛋五彈(日本為2021年2月4日；韓國為2022年12月22日；台灣為2024年1月25日)
- プラネタリウムの殻(星象儀之殼)

歌：輝伊芙
- Lustro della LUNA(月之光)(遊戲中標記為ルーストロ・デラ・ルーナ)

歌：露露娜
- アドリブ・デスティニー(即興表演般的命運)(日本為2021年3月7日；韓國為2023年1月19日；台灣為2024年2月29日)

歌：輝愛麗絲(星夢彩蛋五彈起)、輝伊芙
星夢彩蛋六彈(日本為2021年4月1日；韓國為2023年2月23日；台灣為2024年4月11日)
- ルミナンスプリンセス(閃亮公主)

歌：Run Girls, Run!
- ファイナルイルミネーション(最終炫彩光影秀)(日本為2021年5月2日；韓國為2023年3月23日；台灣為2024年5月16日)

歌：桃山未來、萌黃繪萌、青葉凜花
- Awakening Light(遊戲中標記為アウェイクニングライト)(覺醒之光)(日本為2021年5月9日；韓國為2023年3月30日：台灣為2024年5月30日)

歌：索路路、露露娜
星光閃耀群星一彈(日本為2021年6月3日；韓國為2023年5月4日，並且多加Get Over Dress-code的星光樂園歌曲；台灣為2024年9月5日)
- プリマ☆ドンナ？メモリアル！(台灣版未收錄)

歌：春音艾菈、上葉美愛、彩瀨鳴、真中菈菈、夢川唯、桃山未來
星光閃耀群星二彈(日本為2021年7月1日；韓國為2023年8月3日，並且多加Pretty Prism Paradise!!!和RingRing! 卡拉法拉樂園的星光樂園歌曲(海外版在第一季第六彈出過)；台灣為2024年11月7日)
- 輝く永遠ヒストリー(台灣版未收錄)

歌：專屬角色女孩們

## 電視動畫

### 製作人員
- 原作：Takara Tomy A.R.T.S、Syn Sophia
- 監督：博史池畠
- 系列構成：兵頭一歩
- 角色原案：梨本裕美、内藤晶子
- 角色設計：滿田一、 Cha Sang Hoon
- 道具設計：兒玉和子、山崎健志、Kim Young Beom
- 色彩設定：赤間三佐子
- 色彩設計：Lee Yu Jin
- 作畫監督：Song Seung Taik、Song Hyun Ju、Kang Boo Young、Jung Ji Moon
- 美術設定：比留間崇、Lee Hoi Young
- 背景監督： Lee Hoi Young
- 背景設計：Lee Won Gu
- CG總監：乙部善弘
- 撮影監督：Huh Tae Hee
- 編輯：宮城重夫
- 映像編輯：Noh Jae Eun
- 音樂：加藤達也
- 音樂制作：Avex Pictures
- 動畫製作：龍之子Production
- 動畫共同制作：龍之子Production、DONGWOO A&E
- 製作、著作：東京電視台、PCH製作委員會

### 各話標題
| 話數    | 日文標題 | 中文標題 | 香港標題                                  | 劇本              | 分鏡                | 故事板                        | 演出       | 動畫演出         | 作畫監修                                 |
| 第1期   | 第1期    | 第1期    | 第1期                                     | 第1期             | 第1期               | 第1期                         | 第1期      | 第1期            | 第1期                                    |
| ------- | -------- | -------- | ----------------------------------------- | ----------------- | ------------------- | ----------------------------- | ---------- | ---------------- | ---------------------------------------- |
| 第1話   |          |          | 初試星夢頻道                              | 兵頭一步          | 博史池畠            | Park Chi Man Nam Sung Min     | 博史池畠   | Park Chi Man     | 齊藤里枝 川島尚                          |
| 第2話   |          |          | 在花店做星夢頻道節目                      | 兵頭一步          | 博史池畠            | Nam Sung Min An Jai Ho        |            | Nam Sung Min     | 齊藤里枝 川島尚                          |
| 第3話   |          |          | 嘗試創作偶像歌曲                          | 兵頭一步          | 柊陽菜              | Choi Hun Cheol Na Ki Chual    | 江島泰男   | Na Ki Chual      | 齊藤里枝 川島尚                          |
| 第4話   |          |          | 嘗試宣傳甜品                              | 福田裕子          |                     | Jeon Byung Cheol Nam Sung Min |            | Jeon Byung Cheol | 齊藤里枝 川島尚                          |
| 第5話   |          |          | 嘗試全力又熱血                            | 雜破業            | 博史池畠            | Park Chi Man Nam Sung Min     | 黑瀨大輔   | Park Chi Man     | 齊藤里枝 川島尚                          |
| 第6話   |          |          | 嘗試傳遞打氣聲                            | 佐藤裕            | 高田昌豐            | Nam Sung Min An Jai Ho        | 高田昌豐   | Nam Sung Min     | 齊藤里枝 川島尚                          |
| 第7話   |          |          | 嘗試拍攝貓貓影片                          | 富田賴子          | 山本三輪子 金崎貴臣 | Choi Hun Cheol Na Ki Chual    | 野木森達哉 | Na Ki Chual      | 齊藤里枝 川島尚                          |
| 第8話   |          |          | 嘗試挑戰時尚美妝造型                      | 福田裕子          | 柊陽菜              | Jeon Byung Cheol Nam Sung Min | 米田光宏   | Jeon Byung Cheol | 齊藤里枝 川島尚                          |
| 第9話   |          |          | 讓本小姐迎接挑戰                          | 雜破業            | 黑瀨大輔            | Park Chi Man Nam Sung Min     | 黑瀨大輔   | Park Chi Man     | 齊藤里枝 川島尚                          |
| 第10話  |          |          | 和對手約會                                | 佐藤裕            | 仁賀綠朗            | Nam Sung Min An Jai Ho        | 德野雄士   | Nam Sung Min     | 齊藤里枝 川島尚                          |
| 第11話  |          |          | 嘗試初次挑戰特別大賽                      | 中村能子          | 博史池畠            | Choi Hun Cheol Na Ki Chual    | 白石空     | Na Ki Chual      | 齊藤里枝 川島尚 滿田一                   |
| 第12話  |          |          | 嘗試令全場熱血沸騰吧                      | 富田賴子          | 柊陽菜              | Jeon Byung Cheol Nam Sung Min | 黑瀨大輔   | Jeon Byung Cheol | 齊藤里枝 川島尚 滿田一                   |
| 第13話  |          |          | 桃山未來嘗試跳起來了                      | 兵頭一步          | 渡邊健一郎          | Park Chi Man Nam Sung Min     | 渡邊健一郎 | Park Chi Man     | 齊藤里枝 川島尚 滿田一                   |
| 第14話  |          |          | 粉絲也嘗試燃燒熱情吧                      | 福田裕子          | 仁賀綠朗            | Nam Sung Min An Jai Ho        | 米田光宏   | Nam Sung Min     | 齊藤里枝 川島尚                          |
| 第15話  |          |          | 凜花嘗試挑戰                              | 雜破業            | 山本三輪子 金崎貴臣 | Choi Hun Cheol Na Ki Chual    | 白石空     | Na Ki Chual      | 齊藤里枝 川島尚                          |
| 第16話  |          |          | 嘗試解開心中疑惑                          | 雜破業            | 黑瀨大輔            | Jeon Byung Cheol Nam Sung Min | 黑瀨大輔   | Jeon Byung Cheol | 齊藤里枝 川島尚                          |
| 第17話  |          |          | 嘗試帶著笑容道別                          | 中村能子          | 柊陽菜              | Park Chi Man Nam Sung Min     | 秦義人     | Park Chi Man     | 齊藤里枝 川島尚                          |
| 第18話  |          |          | 嘗試參加夏季特別活動                      | 佐藤裕            | 高橋謙仁            | Nam Sung Min An Jai Ho        | 北村將     | Nam Sung Min     | 齊藤里枝 川島尚                          |
| 第19話  |          |          | 夏天，沙灘，嘗試去玩吧                    | 富田賴子          | 山本三輪子 金崎貴臣 | Choi Hun Cheol Na Ki Chual    | 黑瀨大輔   | Na Ki Chual      | 齊藤里枝 川島尚                          |
| 第20話  |          |          | YAHO！嘗試去登山吧                        | 福田裕子          | 柊陽菜              | Jeon Byung Cheol Nam Sung Min | 江島泰男   | Jeon Byung Cheol | 齊藤里枝 川島尚                          |
| 第21話  |          |          | 嘗試參加盛夏音樂節                        | 雜破業            | 黑瀨大輔            | Park Chi Man Nam Sung Min     | 黑瀨大輔   | Park Chi Man     | 齊藤里枝 川島尚                          |
| 第22話  |          |          | 本小姐嘗試跟海豚一起飛翔                  | 中村能子          |                     | Nam Sung Min An Jai Ho        | 德野雄士   | Nam Sung Min     | 齊藤里枝 川島尚                          |
| 第23話  |          |          | 與玫兒玫兒初次見面                        | 兵頭一步          | 柊陽菜              | Choi Hun Cheol Na Ki Chual    | 米田光宏   | Na Ki Chual      | 齊藤里枝 川島尚 滿田一                   |
| 第24話  |          |          | 實現星星的心願                            | 兵頭一步          | 博史池畠            | Jeon Byung Cheol Nam Sung Min | 高田昌豐   | Jeon Byung Cheol | 齊藤里枝 川島尚                          |
| 第25話  |          |          | 玫兒要當偵探                              | 佐藤裕            | 渡邊健一郎          | Park Chi Man Nam Sung Min     | 渡邊健一郎 | Park Chi Man     | 齊藤里枝 川島尚                          |
| 第26話  |          |          | 嘗試搞怪的惡作劇                          | 雜破業            | 山本三輪子 金崎貴臣 | Nam Sung Min An Jai Ho        | 北村將     | Nam Sung Min     | 齊藤里枝 川島尚                          |
| 第27話  |          |          | 嘗試以笑容取勝                            | 富田賴子          | 國崎友也            | Choi Hun Cheol Na Ki Chual    | 國崎友也   | Na Ki Chual      | 齊藤里枝 川島尚                          |
| 第28話  |          |          | 嘗試參加名流派對                          | 福田裕子          |                     | Jeon Byung Cheol Nam Sung Min | 秦義人     | Jeon Byung Cheol | 齊藤里枝 川島尚                          |
| 第29話  |          |          | 嘗試尋回閃亮失物                          | 中村能子          | 黑瀨大輔            | Park Chi Man Nam Sung Min     | 黑瀨大輔   | Park Chi Man     | 齊藤里枝 川島尚                          |
| 第30話  |          |          | 嘗試在萬聖節進行大惡作劇                  | 雜破業            | 佐藤昌文            | Nam Sung Min An Jai Ho        | 佐藤昌文   | Nam Sung Min     | 齊藤里枝 川島尚                          |
| 第31話  |          |          | 嘗試去漫畫工作室                          | 佐藤裕            | 博史池畠            | Choi Hun Cheol Na Ki Chual    | 米田光宏   | Na Ki Chual      | 齊藤里枝 川島尚                          |
| 第32話  |          |          | 嘗試追查令人好奇的傳聞                    | 兵頭一步          | 森脇真琴            | Jeon Byung Cheol Nam Sung Min | 德野雄士   | Jeon Byung Cheol | 齊藤里枝 川島尚 島田聰                   |
| 第33話  |          |          | 莎拉嘗試克服毛茸茸                        | 福田裕子          | 柊陽菜              | Park Chi Man Nam Sung Min     | 北村將     | Park Chi Man     | 齊藤里枝 川島尚                          |
| 第34話  |          |          | 我們嘗試解散                              | 富田賴子          |                     | Nam Sung Min An Jai Ho        | 秦義人     | Nam Sung Min     | 齊藤里枝 川島尚 島田聰                   |
| 第35話  |          |          | 友情嘗試超越時空                          | 雜破業            | 誌村宏明            | Choi Hun Cheol Na Ki Chual    | 野木森達哉 | Na Ki Chual      | 齊藤里枝 川島尚                          |
| 第36話  |          |          | 嘗試朝著100分努力                         | 中村能子          | 黑瀨大輔            | Jeon Byung Cheol Nam Sung Min | 黑瀨大輔   | Jeon Byung Cheol | 齊藤里枝 川島尚 島田聰                   |
| 第37話  |          |          | 嘗試參加冬季特別大賽                      | 佐藤裕            | 渡邊健一郎          | Park Chi Man Nam Sung Min     | 渡邊健一郎 | Park Chi Man     | 齊藤里枝 川島尚                          |
| 第38話  |          |          | 與艾菈小姐一起嘗試                        | 雜破業            | 佐藤昌文            | Nam Sung Min An Jai Ho        | 佐藤昌文   | Nam Sung Min     | 齊藤里枝 川島尚 島田聰                   |
| 第39話  |          |          | 嘗試來杏樹的小島玩                        | 兵頭一步          |                     | Choi Hun Cheol Na Ki Chual    | 黑瀨大輔   | Na Ki Chual      | 齊藤里枝 川島尚                          |
| 第40話  |          |          | 嘗試到莎拉拉家過夜                        | 福田裕子          |                     | Jeon Byung Cheol Nam Sung Min | 北村將     | Jeon Byung Cheol | 齊藤里枝 川島尚 島田聰                   |
| 第41話  |          |          | 嘗試幫春太的約會打氣                      | 中村能子          | 山本三輪子 金崎貴臣 | Park Chi Man Nam Sung Min     | 秦義人     | Park Chi Man     | 齊藤里枝 川島尚                          |
| 第42話  |          |          | 凜花？嘗試去做凜花                        | 富田賴子          | 米田光宏            | Nam Sung Min An Jai Ho        | 米田光宏   | Nam Sung Min     | 齊藤里枝 川島尚 島田聰                   |
| 第43話  |          |          | 嘗試製作朱古力                            | 佐藤裕            | 黑瀨大輔            | Choi Hun Cheol Na Ki Chual    | 黑瀨大輔   | Na Ki Chual      | 齊藤里枝 川島尚                          |
| 第44話  |          |          | 嘗試幫忙做時裝表演                        | 雜破業            | 小松達彥            | Jeon Byung Cheol Nam Sung Min | 伊藤浩     | Jeon Byung Cheol | 齊藤里枝 川島尚 島田聰                   |
| 第45話  |          |          | 嘗試打聽杏樹小姐的真正想法                | 福田裕子          |                     | Park Chi Man Nam Sung Min     | 秦義人     | Park Chi Man     | 齊藤里枝 川島尚                          |
| 第46話  |          |          | 嘗試傳遞大家的心意                        | 兵頭一步          | 大宙征基            | Nam Sung Min An Jai Ho        | 黑瀨大輔   | Nam Sung Min     | 齊藤里枝 川島尚 島田聰                   |
| 第47話  |          |          | 正因為不知道才要試試看                    | 雜破業            | 誌村宏明            | Choi Hun Cheol Na Ki Chual    | 米田光宏   | Na Ki Chual      | 齊藤里枝 川島尚                          |
| 第48話  |          |          | 嘗試來個了斷                              | 佐藤裕            | 渡邊健一郎          | Jeon Byung Cheol Nam Sung Min | 渡邊健一郎 | Jeon Byung Cheol | 齊藤里枝 川島尚 島田聰                   |
| 第49話  |          |          | 嘗試不斷尋找                              | 富田賴子          | 山本三輪子 金崎貴臣 | Park Chi Man Nam Sung Min     | 秦義人     | Park Chi Man     | 齊藤里枝 川島尚                          |
| 第50話  |          |          | 嘗試做夢想中的星夢頻道                    | 兵頭一步          | 博史池畠            | Nam Sung Min An Jai Ho        | 茉田哲明   | Nam Sung Min     | 齊藤里枝 川島尚 島田聰                   |
| 第51話  |          |          | 嘗試閃亮地道別                            | 中村能子          | 小松達彥            | Choi Hun Cheol Na Ki Chual    | 米田光宏   | Na Ki Chual      | 齊藤里枝 川島尚                          |
| 第2期   |          |          |                                           |                   |                     |                               |            |                  |                                          |
| 第52話  |          |          | 興奮又期待！寶石選拔賽要開始的唷          | 涼村千夏          | 博史池畠            | Jeon Byung Cheol Nam Sung Min | 大島克也   | Jeon Byung Cheol | 齊藤里枝 川島尚 青木康哲                 |
| 第53話  |          |          | 瑪莉亞來了，可愛進步協會的唷              | 福田裕子          | 黑瀨大輔            | Park Chi Man Nam Sung Min     | 黑瀨大輔   | Park Chi Man     | 齊藤里枝 川島尚                          |
| 第54話  |          |          | 是寶石機會？未來的新挑戰的唷              | 雜破業            |                     | Nam Sung Min An Jai Ho        | 伊藤浩     | Nam Sung Min     | 齊藤里枝 川島尚 青木康哲                 |
| 第55話  |          |          | 閃耀的心動！這套就是寶石造型的唷！        | 兵頭一步          | 山本三輪子 金崎貴臣 | Choi Hun Cheol Na Ki Chual    | 秦義人     | Na Ki Chual      | 齊藤里枝 川島尚 青木康哲                 |
| 第56話  |          |          | 瑪莉亞的宣言！用可愛拯救世界的唷！        | 佐藤裕            | 大宙征基            | Jeon Byung Cheol Nam Sung Min | 黑瀨大輔   | Jeon Byung Cheol | 齊藤里枝 川島尚 青木康哲                 |
| 第57話  |          |          | 瑪莉亞和小鈴，第一次做直播的唷！          | 富田賴子          | 米田光宏            | Park Chi Man Nam Sung Min     | 米田光宏   | Park Chi Man     | 齊藤里枝 川島尚 青木康哲 島田聰 宮崎輝   |
| 第58話  |          |          | 四眼姐姐出事了！凜花成為一日店長的唷      | 中村能子          |                     | Nam Sung Min An Jai Ho        | 秦義人     | Nam Sung Min     | 齊藤里枝 川島尚 青木康哲 島田聰          |
| 第59話  |          |          | 繪本滿屋！時尚的書店咖啡室開張了⋯的唷     | 福田裕子          | 渡邊健一郎          | Choi Hun Cheol Na Ki Chual    | 渡邊健一郎 | Na Ki Chual      | 齊藤里枝 川島尚 青木康哲 島田聰 宮崎輝   |
| 第60話  |          |          | 有趣又新奇，就是設計平板的唷              | 雜破業            | 大島克也            | Jeon Byung Cheol Nam Sung Min | 大島克也   | Jeon Byung Cheol | 齊藤里枝 川島尚 青木康哲 島田聰          |
| 第61話  |          |          | 吃一驚嚇一跳 Meltic StAr要回來了⋯的唷     | 佐藤裕            | 小松達彥            | Park Chi Man Nam Sung Min     | 黑瀨大輔   | Park Chi Man     | 齊藤里枝 川島尚 青木康哲 島田聰          |
| 第62話  |          |          | 瑪莉亞和阿鈴 跟Meltic StAr打招呼⋯的唷     | 富田賴子          | 西森章              | Nam Sung Min An Jai Ho        | 伊藤浩     | Nam Sung Min     | 齊藤里枝 川島尚 青木康哲 島田聰 宮崎輝   |
| 第63話  |          |          | 和玫兒一起，增進感情集訓的唷              | 中村能子          | 誌村宏明            | Choi Hun Cheol Na Ki Chual    | 米田光宏   | Na Ki Chual      | 齊藤里枝 川島尚 青木康哲 島田聰 宮崎輝   |
| 第64話  |          |          | 黛雅慶典終於耀眼開幕的唷                  | 兵頭一步          |                     | Jeon Byung Cheol Nam Sung Min | 黑瀨大輔   | Jeon Byung Cheol | 齊藤里枝 川島尚 青木康哲 島田聰          |
| 第65話  |          |          | 阿鈴嘗試型格表演⋯的唷                     | 雜破業            | 小松達彥            | Park Chi Man Nam Sung Min     | 谷口工作   | Park Chi Man     | 齊藤里枝 川島尚 青木康哲 島田聰 宮崎輝   |
| 第66話  |          |          | 設計平板！打扮就交給它的唷                | 涼村千夏          | 大宙征基            | Nam Sung Min An Jai Ho        | 秦義人     | Nam Sung Min     | 齊藤里枝 川島尚 青木康哲 島田聰          |
| 第67話  |          |          | 瑪莉亞和阿鈴終於組隊了⋯的唷               | 佐藤裕            | 坂田純一            | Choi Hun Cheol Na Ki Chual    | 米田光宏   | Na Ki Chual      | 齊藤里枝 川島尚 青木康哲 島田聰 宮崎輝   |
| 第68話  |          |          | 再見了，鈴鈴 瑪莉亞的微笑道別⋯的唷        | 福田裕子          |                     | Jeon Byung Cheol Nam Sung Min | 谷口工作   | Jeon Byung Cheol | 齊藤里枝 川島尚 青木康哲 島田聰          |
| 第69話  |          |          | 預備開車 奇蹟閃耀組要做一日站長的唷       | 雜破業            | 大島克也            | Park Chi Man Nam Sung Min     | 大島克也   | Park Chi Man     | 齊藤里枝 川島尚 青木康哲 島田聰 宮崎輝   |
| 第70話  |          |          | 夏天的黛雅慶典！金曲匯集好熾熱的唷        | 中村能子          | 小松達彥            | Nam Sung Min An Jai Ho        | 黑瀨大輔   | Nam Sung Min     | 齊藤里枝 川島尚 青木康哲                 |
| 第71話  |          |          | 唱吧，繪萌 船到橋頭自然開心⋯的唷          | 富田賴子          | 山本三輪子 金崎貴臣 | Choi Hun Cheol Na Ki Chual    | 秦義人     | Na Ki Chual      | 齊藤里枝 川島尚 青木康哲 宮崎輝          |
| 第72話  |          |          | 海邊特訓，加油，鈴鈴⋯的唷                 | 佐藤裕            | 渡邊健一郎          | Jeon Byung Cheol Nam Sung Min | 渡邊健一郎 | Jeon Byung Cheol | 齊藤里枝 川島尚 青木康哲                 |
| 第73話  |          |          | 莎拉的煩惱，跨越低潮吧的唷                | 福田裕子          | 大宙征基            | Park Chi Man Nam Sung Min     | 伊藤浩     | Park Chi Man     | 齊藤里枝 川島尚 青木康哲 宮崎輝          |
| 第74話  |          |          | 大家一起打扮！設計平板出動的唷            | 雜破業            | 西森章              | Nam Sung Min An Jai Ho        | 米田光宏   | Nam Sung Min     | 齊藤里枝 川島尚 青木康哲 島田聰          |
| 第75話  |          |          | 大家一起好開心 四眼姐姐與我⋯的唷          | 中村能子          | 坂田純一            | Choi Hun Cheol Na Ki Chual    | 谷口工作   | Na Ki Chual      | 齊藤里枝 川島尚 青木康哲 宮崎輝 島田聰   |
| 第76話  |          |          | 閃亮你好 黛雅和黛雅相識的日子的唷         | 兵頭一步          | 小松達彥            | Jeon Byung Cheol Nam Sung Min | 伊藤浩     | Jeon Byung Cheol | 齊藤里枝 川島尚 青木康哲 島田聰          |
| 第77話  |          |          | 神秘偶像終於出道了的唷                    | 兵頭一步          | 高橋謙仁            | Park Chi Man Nam Sung Min     | 高橋謙仁   | Park Chi Man     | 齊藤里枝 川島尚 島田聰                   |
| 第78話  |          |          | 閃亮宿好混亂 鳳凰蒙面俠現身⋯的唷          | 兵頭一步 涼村千夏 | 誌村宏明            | Nam Sung Min An Jai Ho        | 黑瀨大輔   | Nam Sung Min     | 齊藤里枝 川島尚 青木康哲 宮崎輝 島田聰   |
| 第79話  |          |          | 突然舉辦！？鳳凰盃大賽⋯的唷               | 佐藤裕            |                     | Choi Hun Cheol Na Ki Chual    | 谷口工作   | Na Ki Chual      | 齊藤里枝 川島尚 青木康哲 島田聰          |
| 第80話  |          |          | 興奮期待 杏樹小姐的面具舞會⋯的唷          | 福田裕子          | 山本三輪子 金崎貴臣 | Jeon Byung Cheol Nam Sung Min | 山田卓     | Jeon Byung Cheol | 齊藤里枝 川島尚 青木康哲 宮崎輝          |
| 第81話  |          |          | 老氣妹壞壞竟然說要解散⋯的唷               | 雜破業            |                     | Park Chi Man Nam Sung Min     | 米田光宏   | Park Chi Man     | 齊藤里枝 川島尚 青木康哲                 |
| 第82話  |          |          | 最後的黛雅慶典 型格對決⋯的唷              | 富田賴子          | 小松達彥            | Nam Sung Min An Jai Ho        | 黑瀨大輔   | Nam Sung Min     | 齊藤里枝 川島尚 青木康哲                 |
| 第83話  |          |          | 在奇妙書店的奇妙體驗⋯的唷                 | 中村能子          | 誌村宏明            | Choi Hun Cheol Na Ki Chual    | 谷口工作   | Na Ki Chual      | 齊藤里枝 島田聰 青木康哲                 |
| 第84話  |          |          | 火箭之心，一直衝上宇宙⋯的唷               | 佐藤裕            | 菅原靜貴            | Jeon Byung Cheol Nam Sung Min | 小林浩輔   | Jeon Byung Cheol | 齊藤里枝 川島尚 青木康哲 宮崎輝 島田聰   |
| 第85話  |          |          | 鈴鈴加油 要重奪帥氣的哥哥⋯的唷            | 雜破業            | 大島克也            | Park Chi Man Nam Sung Min     | 大島克也   | Park Chi Man     | 齊藤里枝 川島尚 青木康哲 島田聰          |
| 第86話  |          |          | 完美！本小姐將寶石造型拿到手的計劃⋯的唷   | 富田賴子          | 渡邊健一郎          | Nam Sung Min An Jai Ho        | 渡邊健一郎 | Nam Sung Min     | 齊藤里枝 川島尚 青木康哲 宮崎輝 島田聰   |
| 第87話  |          |          | 安娜和繪萌在同一屋簷下⋯的唷               | 中村能子          | 小松達彥            | Choi Hun Cheol Na Ki Chual    | 伊藤浩     | Na Ki Chual      | 齊藤里枝 川島尚 青木康哲 島田聰          |
| 第88話  |          |          | 安娜和繪萌 和好如初野外求生⋯的唷          | 佐藤裕            | 米田光宏            | Jeon Byung Cheol Nam Sung Min | 米田光宏   | Jeon Byung Cheol | 齊藤里枝 川島尚 青木康哲 宮崎輝 島田聰   |
| 第89話  |          |          | 歡聚平安夜 寶石閃耀的聖誕節⋯的唷          | 兵頭一步          | 誌村宏明            | Park Chi Man Nam Sung Min     | 小林浩輔   | Park Chi Man     | 齊藤里枝 川島尚 青木康哲 島田聰          |
| 第90話  |          |          | 重大公佈 這套就是鑽石造型⋯的唷            | 兵頭一步          | 熊野千尋            | Nam Sung Min An Jai Ho        | 熊野千尋   | Nam Sung Min     | 齊藤里枝 川島尚 青木康哲 宮崎輝 島田聰   |
| 第91話  |          |          | 奈瑠店長 很想知道大家的夢想⋯的唷          | 雜破業            |                     | Choi Hun Cheol Na Ki Chual    | 谷口工作   | Na Ki Chual      | 齊藤里枝 川島尚 青木康哲 島田聰          |
| 第92話  |          |          | 大冒險 造訪黛雅的世界閃亮你好⋯的唷        | 福田裕子          |                     | Jeon Byung Cheol Nam Sung Min | 米田光宏   | Jeon Byung Cheol | 齊藤里枝 川島尚 青木康哲 宮崎輝          |
| 第93話  |          |          | 改變形象？黛雅的神秘大變身⋯的噢           | 富田賴子          | 誌村宏明            | Park Chi Man Nam Sung Min     | 黑瀨大輔   | Park Chi Man     | 齊藤里枝 川島尚 青木康哲 伊藤浩          |
| 第94話  |          |          | 瑪莉亞大受打擊？鈴鈴竟然成為對手的噢      | 中村能子          | 小林浩輔            | Nam Sung Min An Jai Ho        | 小林浩輔   | Nam Sung Min     | 島田聰 伊藤浩                            |
| 第95話  |          |          | 黛雅來搗亂？挖出奇蹟閃耀組的秘密的噢      | 佐藤裕            | 小松達彥            | Choi Hun Cheol Na Ki Chual    | 米田光宏   | Na Ki Chual      | 齊藤里枝 川島尚 青木康哲 宮崎輝          |
| 第96話  |          |          | 興奮期待 寶石時裝大賽即將開始⋯的噢        | 雜破業            | 山本三輪子          | Jeon Byung Cheol Nam Sung Min | 伊藤浩     | Jeon Byung Cheol | 齊藤里枝 川島尚 青木康哲 島田聰          |
| 第97話  |          |          | 寶石時裝大賽終於開幕的噢                  | 福田裕子          | 大島克也            | Park Chi Man Nam Sung Min     | 大島克也   | Park Chi Man     | 齊藤里枝 川島尚 青木康哲 島田聰          |
| 第98話  |          |          | 寶石時裝大賽仍在進行的噢                  | 佐藤裕            | 小松達彥            | Nam Sung Min An Jai Ho        | 伊藤浩     | Nam Sung Min     | 齊藤里枝 川島尚 青木康哲 宮崎輝 島田聰   |
| 第99話  |          |          | 寶石時裝大賽最終對決⋯的噢                 | 福田裕子          |                     | Choi Hun Cheol Na Ki Chual    | 小林浩輔   | Na Ki Chual      | 齊藤里枝 川島尚 青木康哲                 |
| 第100話 |          |          | 拜托你，鑽石造型 將我們的心意傳遞出去吧   | 兵頭一步          | 誌村宏明            | Jeon Byung Cheol Nam Sung Min | 谷口工作   | Jeon Byung Cheol | 齊藤里枝 川島尚 青木康哲 島田聰          |
| 第101話 |          |          | 由黛雅來守護 大家的星夢頻道⋯的唷          | 雜破業            | 博史池畠 小松達彥   | Park Chi Man Nam Sung Min     | 米田光宏   | Park Chi Man     | 齊藤里枝 川島尚 青木康哲 宮崎輝          |
| 第102話 |          |          |                                           | 中村能子          | 渡邊健一郎          | Nam Sung Min An Jai Ho        | 渡邊健一郎 | Nam Sung Min     | 齊藤里枝 川島尚 青木康哲                 |
| 第3期   |          |          |                                           |                   |                     |                               |            |                  |                                          |
| 第103話 |          |          | 閃亮開幕 星夢頻道樂園落成了，Chu          | 兵頭一步          | 博史池畠 小松達彥   | Choi Hun Cheol Na Ki Chual    | 小林浩輔   | Na Ki Chual      | 齊藤里枝 川島尚 青木康哲 伊藤浩          |
| 第104話 |          |          | Pan pa ka pan 玫露熊出場了，Pan           | 兵頭一步          |                     | Jeon Byung Cheol Nam Sung Min | 伊藤浩     | Jeon Byung Cheol | 齊藤里枝 川島尚 青木康哲                 |
| 第105話 |          |          | 在那裡呢？出發，一起去找星夢彩蛋，Chu     | 福田裕子          | 小松達彥            | Park Chi Man Nam Sung Min     | 黑瀨大輔   | Park Chi Man     | 齊藤里枝 川島尚 青木康哲                 |
| 第106話 |          |          | 閃耀吧，彩虹星夢公主柸，Chu               | 富田賴子          | 小林浩輔            | Nam Sung Min An Jai Ho        | 小林浩輔   | Nam Sung Min     | 齊藤里枝 川島尚 青木康哲                 |
| 第107話 |          |          | 閃亮Chu很想成為偶像，Chu                  |                   | 誌村宏明            | Choi Hun Cheol Na Ki Chual    | 米田光宏   | Na Ki Chual      | 齊藤里枝 川島尚 青木康哲 宮崎輝          |
| 第108話 |          |          | 閃亮Chu很想開演唱會，Chu                  | 雜破業            |                     | Jeon Byung Cheol Nam Sung Min | 谷口工作   | Jeon Byung Cheol | 齊藤里枝 川島尚 青木康哲                 |
| 第109話 |          |          | 圓滿解決？和好如初大作戰Chu Pan           | 佐藤裕            | 山本三輪子          | Park Chi Man Nam Sung Min     | 小林浩輔   | Park Chi Man     | 齊藤里枝 川島尚 青木康哲 宮崎輝 島田聰   |
| 第110話 |          |          | 響徹吧，旋律星夢公主杯，Pan               | 福田裕子          | 博史池畠 小松達彥   | Nam Sung Min An Jai Ho        | 伊藤浩     | Nam Sung Min     | 齊藤里枝 川島尚 青木康哲 島田聰          |
| 第111話 |          |          | 玫露熊無法當偶像，Pan                     |                   | 大島克也            | Choi Hun Cheol Na Ki Chual    | 大島克也   | Na Ki Chual      | 齊藤里枝 川島尚 青木康哲 島田聰          |
| 第112話 |          |          | 目標是合格 吉祥物驗證測驗，Chu            | 兵頭一步          | 小林浩輔            | Jeon Byung Cheol Nam Sung Min | 小林浩輔   | Jeon Byung Cheol | 齊藤里枝 川島尚 青木康哲 宮崎輝          |
| 第113話 |          |          | 喀擦！微笑就是快門                        | 富田賴子          | 渡邊健一郎          | Park Chi Man Nam Sung Min     | 渡邊健一郎 | Park Chi Man     | 齊藤里枝 川島尚 青木康哲 島田聰          |
| 第114話 |          |          | 就交給我照顧吧 星夢電子蛋⋯Chu             |                   | 菅原靜貴            | Nam Sung Min An Jai Ho        |            | Nam Sung Min     | 齊藤里枝 川島尚 青木康哲 宮崎輝 島田聰   |
| 第115話 |          |          | Ring Marry回來了,菈比                     | 佐藤裕            | 坂田純一            | Choi Hun Cheol Na Ki Chual    | 伊藤浩     | Na Ki Chual      | 齊藤里枝 川島尚 青木康哲 島田聰          |
| 第116話 |          |          | 快樂甜蜜的婚禮，菈比                      | 福田裕子          | 小松達彥            | Jeon Byung Cheol Nam Sung Min | 米田光宏   | Jeon Byung Cheol | 齊藤里枝 川島尚 青木康哲 宮崎輝 島田聰   |
| 第117話 |          |          | 生日快樂 繪萌的友情禮物，Chu              | 兵頭一步          | 江副仁美            | Park Chi Man Nam Sung Min     | 黑瀨大輔   | Park Chi Man     | 齊藤里枝 川島尚 青木康哲 島田聰          |
| 第118話 | [ 注 1 ] |          | 閃耀大集合！星光閃耀群星，Chu             | 金杉弘子          | 小林浩輔            | Nam Sung Min An Jai Ho        | 小林浩輔   | Nam Sung Min     | 齊藤里枝 川島尚 青木康哲 宮崎輝 島田聰   |
| 第119話 |          |          | 伊芙迷路？海洋人魚星夢公主杯，菈比        | 富田賴子          |                     | Choi Hun Cheol Na Ki Chual    | 伊藤浩     | Na Ki Chual      | 齊藤里枝 川島尚 青木康哲 島田聰          |
| 第120話 |          |          | 震驚！菈比莉有真正的主人？菈比            |                   | 松園公              | Jeon Byung Cheol Nam Sung Min | 米田光宏   | Jeon Byung Cheol | 齊藤里枝 川島尚 青木康哲 宮崎輝 島田聰   |
| 第121話 |          |          | 閃亮Chu不及格，Chu？吉祥物認證測試，Chu   | 金杉弘子          | 菅原靜貴            | Park Chi Man Nam Sung Min     | 菅原靜貴   | Park Chi Man     | 齊藤里枝 川島尚 青木康哲 島田聰 那花優統 |
| 第122話 |          |          | 激夢可愛偶像？手忙腳亂的白米飯區，Chu     | 福田裕子          | 誌村宏明            | Nam Sung Min An Jai Ho        | 小林浩輔   | Nam Sung Min     | 齊藤里枝 川島尚 青木康哲 宮崎輝 島田聰   |
| 第123話 |          |          | 老氣妹的奮鬥？救救Bug Bug CHU吧⋯Chu       | 佐藤裕            | 小松達彥            | Choi Hun Cheol Na Ki Chual    | 伊藤浩     | Na Ki Chual      | 齊藤里枝 川島尚 青木康哲 島田聰          |
| 第124話 |          |          | 主人遇上大危機？去吧⋯吉祥物組隊，Chu      | 佐藤裕            | 小林浩輔            | Jeon Byung Cheol Nam Sung Min | 小林浩輔   | Jeon Byung Cheol | 齊藤里枝 川島尚 青木康哲 宮崎輝 島田聰   |
| 第125話 |          |          | 歡樂溫馨！大家的家庭同樂日，Chu           |                   | 山本三輪子          | Park Chi Man Nam Sung Min     | 黑瀨大輔   | Park Chi Man     | 齊藤里枝 川島尚 青木康哲                 |
| 第126話 |          |          | 愛麗絲，充滿笑容的個人出道                | 金杉弘子          | 大島克也            | Nam Sung Min An Jai Ho        | 大島克也   | Nam Sung Min     | 齊藤里枝 川島尚 青木康哲 宮崎輝 島田聰   |
| 第127話 |          |          | 飛翔吧，愛麗絲！日光星夢公主杯            | 富田賴子          |                     | Choi Hun Cheol Na Ki Chual    | 米田光宏   | Na Ki Chual      | 齊藤里枝 川島尚 青木康哲                 |
| 第128話 |          |          | 守護愛麗絲！日光馬戲團區的奇蹟            | 兵頭一步          | 渡邊健一郎          | Jeon Byung Cheol Nam Sung Min | 渡邊健一郎 | Jeon Byung Cheol | 齊藤里枝 川島尚 青木康哲 宮崎輝 島田聰   |
| 第129話 |          |          | 參觀公司！這裡就是星輝集團，Chu           | 佐藤裕            | 小松達彥            | Park Chi Man Nam Sung Min     | 黑瀨大輔   | Park Chi Man     | 齊藤里枝 川島尚 青木康哲                 |
| 第130話 |          |          | 硬幣購物！吉祥物的購物對決，菈比          |                   | 江副仁美            | Nam Sung Min An Jai Ho        | 伊藤浩     | Nam Sung Min     | 齊藤里枝 川島尚 青木康哲 宮崎輝 島田聰   |
| 第131話 |          |          | 認證測驗不及格！要變回蛋了，Chu           | 福田裕子          | 小林浩輔            | Choi Hun Cheol Na Ki Chual    | 小林浩輔   | Na Ki Chual      | 齊藤里枝 川島尚 青木康哲 島田聰          |
| 第132話 |          |          | 老氣妹壞壞！終於要出道演唱會？Chu         | 金杉弘子          | 牛嶋新一郎          | Jeon Byung Cheol Nam Sung Min | 米田光宏   | Jeon Byung Cheol | 齊藤里枝 川島尚 青木康哲 宮崎輝 島田聰   |
| 第133話 |          |          | 特別開張！虛擬星夢頻道樂園的唷            | 富田賴子          | 坂田純一            | Park Chi Man Nam Sung Min     | 黑瀨大輔   | Park Chi Man     | 齊藤里枝 川島尚 青木康哲 島田聰          |
| 第134話 |          |          | 伊芙閃耀！月光魔法區開張，Chu             | 兵頭一步          | 誌村宏明            | Nam Sung Min An Jai Ho        | 伊藤浩     | Nam Sung Min     | 齊藤里枝 川島尚 青木康哲 宮崎輝 島田聰   |
| 第135話 |          |          | 光輝閃耀！月光星夢公主杯⋯Chu              | 佐藤裕            | 小松達彥            | Choi Hun Cheol Na Ki Chual    | 黑瀨大輔   | Na Ki Chual      | 齊藤里枝 川島尚 青木康哲 島田聰          |
| 第136話 |          |          | 露露娜與伊芙，充滿回憶的星夢頻道樂園，Chu | 福田裕子          | 山本三輪子          | Jeon Byung Cheol Nam Sung Min | 熊野千尋   | Jeon Byung Cheol | 齊藤里枝 川島尚 青木康哲 宮崎輝 島田聰   |
| 第137話 |          |          | 拯救伊芙，星夢頻道幻想，Chu               |                   | 誌村宏明            | Park Chi Man Nam Sung Min     | 米田光宏   | Park Chi Man     | 齊藤里枝 川島尚 青木康哲 島田聰          |
| 第138話 |          |          | 伊芙笑笑吧！冬季度假勝地，Chu             | 金杉弘子          | 渡邊健一郎          | Nam Sung Min An Jai Ho        | 渡邊健一郎 | Nam Sung Min     | 齊藤里枝 川島尚 青木康哲 宮崎輝 島田聰   |
| 第139話 |          |          | 你就是明星！奈瑠店長回來探望大家了，Chu   | 富田賴子          |                     | Choi Hun Cheol Na Ki Chual    | 伊藤浩     | Na Ki Chual      | 齊藤里枝 川島尚 青木康哲                 |
| 第140話 |          |          | 潛入！星夢頻道樂園大冒險，Chu             | 佐藤裕            | 小林浩輔            | Jeon Byung Cheol Nam Sung Min | 小林浩輔   | Jeon Byung Cheol | 齊藤里枝 川島尚 青木康哲 宮崎輝 島田聰   |
| 第141話 |          |          | 命運的演唱會，愛麗絲和伊芙                | 兵頭一步          | 博史池畠            | Park Chi Man Nam Sung Min     | 黑瀨大輔   | Park Chi Man     | 齊藤里枝 川島尚 青木康哲 島田聰          |
| 第142話 |          |          | 交換身分！伊芙要開店做生意，Chu           | 福田裕子          | 小松達彥            | Nam Sung Min An Jai Ho        | 熊野千尋   | Nam Sung Min     | 齊藤里枝 川島尚 青木康哲 宮崎輝 島田聰   |
| 第143話 |          |          | 莎拉小姐轉換形象 心跳加速毛茸茸之日，Pan  |                   | 米田光宏            | Choi Hun Cheol Na Ki Chual    | 米田光宏   | Na Ki Chual      | 齊藤里枝                                 |
| 第144話 |          |          | 一起猜測，星夢公主是誰，Chu               | 富田賴子          | 坂田純一            | Jeon Byung Cheol Nam Sung Min | 伊藤浩     | Jeon Byung Cheol | 齊藤里枝 川島尚 青木康哲 宮崎輝 島田聰   |
| 第145話 |          |          | 我明白了！夢夢白米飯區陷入空前危機？      | 金杉弘子          | 渡邊健一郎          | Park Chi Man Nam Sung Min     | 渡邊健一郎 | Park Chi Man     | 齊藤里枝 川島尚 青木康哲 島田聰          |
| 第146話 |          |          | 再見！玫兒小姐要上宇宙？Pan               | 佐藤裕            |                     | Nam Sung Min An Jai Ho        | 熊野千尋   | Nam Sung Min     | 齊藤里枝 川島尚 青木康哲 宮崎輝 島田聰   |
| 第147話 |          |          | 星夢頻道戲院開張了，Chu                   | 福田裕子          | 小松達彥            | Choi Hun Cheol Na Ki Chual    | 黑瀨大輔   | Na Ki Chual      | 齊藤里枝 川島尚 青木康哲 島田聰          |
| 第148話 |          |          | 星夢女王大賽正式開幕了，Chu               |                   |                     | Jeon Byung Cheol Nam Sung Min |            | Jeon Byung Cheol | 齊藤里枝 川島尚 青木康哲 島田聰 宮崎輝   |
| 第149話 |          |          | 星夢女王大賽，終於分出勝負了，Chu         | 金杉弘子          | 江副仁美            | Park Chi Man Nam Sung Min     | 小林浩輔   | Park Chi Man     | 齊藤里枝 川島尚 青木康哲                 |
| 第150話 |          |          | 露露娜復活！星夢頻道新守則，Chu？         | 富田賴子          | 大島克也            | Nam Sung Min An Jai Ho        | 大島克也   | Nam Sung Min     | 齊藤里枝 川島尚 青木康哲 宮崎輝          |
| 第151話 |          |          | 幻彩光耀女王！吉祥物的奇蹟，Chu           | 佐藤裕            | 大川貴大            | Choi Hun Cheol Na Ki Chual    | 黑瀨大輔   | Na Ki Chual      | 齊藤里枝 川島尚 青木康哲                 |
| 第152話 |          |          | 大家集合！守護星夢頻道的⋯未來，Chu        | 兵頭一步          | 博史池畠            | Jeon Byung Cheol Nam Sung Min | 伊藤浩     | Jeon Byung Cheol | 齊藤里枝 川島尚 青木康哲 島田聰 宮崎輝   |
| 第153話 |          |          | 星夢頻道試試看吧！                        | 兵頭一步          | 博史池畠            | Park Chi Man Nam Sung Min     |            | Park Chi Man     | 齊藤里枝 川島尚 青木康哲 島田聰          |

### 播放電視台
| 東京電視台 星期日 10:00－10:30 節目 （東京電視系星期日上午動漫・兒童節目專區） | 東京電視台 星期日 10:00－10:30 節目 （東京電視系星期日上午動漫・兒童節目專區） | 東京電視台 星期日 10:00－10:30 節目 （東京電視系星期日上午動漫・兒童節目專區） |
| ------------------------------------------------------------------------------ | ------------------------------------------------------------------------------ | ------------------------------------------------------------------------------ |
|                                                                                | 星光頻道 （2018年4月8日－2021年5月30日）                                       |                                                                                |
| 卡片鬥爭!! 先導者G Z                                                           | 美妙全友情精選                                                                 |                                                                                |

| MY KIDS TV 星期日 11:00－11:30 節目 | MY KIDS TV 星期日 11:00－11:30 節目       | MY KIDS TV 星期日 11:00－11:30 節目 |
| ----------------------------------- | ----------------------------------------- | ----------------------------------- |
|                                     | 星光頻道 （2020年8月30日－2023年7月30日） |                                     |
| 偶像時間星光樂園                    | —                                         |                                     |

| 翡翠台 星期四、五 17:20－17:50 節目 2023年8月31日、9月1日暫停 | 翡翠台 星期四、五 17:20－17:50 節目 2023年8月31日、9月1日暫停 | 翡翠台 星期四、五 17:20－17:50 節目 2023年8月31日、9月1日暫停 |
| ------------------------------------------------------------- | ------------------------------------------------------------- | ------------------------------------------------------------- |
|                                                               | 星夢頻道第一、二季 第1-102集 （2023年4月27日－2024年4月19日） |                                                               |
| 闇影詩章                                                      | 花樣滑冰Stars                                                 |                                                               |

| 翡翠台 星期二、三 17:20－17:50 節目 | 翡翠台 星期二、三 17:20－17:50 節目                        | 翡翠台 星期二、三 17:20－17:50 節目 |
| ----------------------------------- | ---------------------------------------------------------- | ----------------------------------- |
|                                     | 星夢頻道第三季 第103-153集 （2024年8月13日－2025年2月4日） |                                     |
| 屁屁偵探 第5、6期                   | 飆速宅男 重播，第5季                                       |                                     |

### 主題曲

#### 片頭曲
(開始閃亮吧)」（第1話－第26話）（第3話－第11話、第13話－第14話、第16話－第23話、第25話、第27話、第31話－第34話、第36話、第38話、第40話－第42話、第47話、第50話、第153話作為插曲使用）
作詞：古屋真／作曲：／編曲：陶山隼
歌：Run Girls, Run!
歌：桃山未來（林鼓子）、萌黃繪萌（久保田未夢）、青葉凜花（厚木那奈美）、赤城安娜（芹澤優）、綠川莎拉（若井友希）、紫藤玫兒（森嶋優花）（第50話、第153話）
台灣配唱：鄭可欣、蕭秀玲、沈育如
※台灣播出集數：第1話－第49話、第51話
「(Go! Up!STARDOM!)」（第27話－第39話）
作詞：藤林聖子／作曲：瀨尾祥太郎（MONACA）／編曲：廣川惠一（MONACA）
歌：Run Girls, Run!
※台灣無播出，只收錄在遊戲中
（第40話－第49話、第51話）
作詞・作曲：宮崎真由（SUPA LOVE）／編曲：賀佐泰洋（SUPA LOVE）
歌：Run Girls, Run!
※台灣無播出
「(微笑鑽石)」（第52話－第77話）（第54話、第55話、第58話、第59話、第63話、第64話、第66話－第68話、第70話、第72話－第74話、第79話、第80話、第82話、第86話－第89話、第92話、第95話、第99話、第101話作為插曲使用）
作詞：古屋真／作曲・編曲：加藤裕介
歌：Run Girls, Run!
歌：桃山未來（林鼓子）、萌黃繪萌（久保田未夢）、青葉凜花（厚木那奈美）、赤城安娜（芹澤優）、綠川莎拉（若井友希）、紫藤玫兒（森嶋優花）、金森瑪莉亞（茜屋日海夏）、黑川鈴（德井青空）、虹之咲黛雅（佐佐木李子）、白鳥杏樹（三森鈴子）（第101話）
※台灣播出集數：第52話-第102話(背景有依照話數更換)
（第78話－第99話、第101話－第102話）
作詞：只野菜摘／作曲・編曲：廣川惠一
歌：Run Girls, Run!
「(炫影光彩・樂園)」（第103話－第128話）（第106話、第108話、第110話、第113話、第117話、第119話、第127話、第129話、第130話、第134話、第135話、第140話、第149話作為插曲使用）
作詞：只野菜摘／作曲・編曲：瀨尾祥太郎（MONACA）
歌：Run Girls, Run!
歌：桃山未來（林鼓子）、萌黃繪萌（久保田未夢）、青葉凜花（厚木那奈美）、赤城安娜（芹澤優）、綠川莎拉（若井友希）、紫藤玫兒（森嶋優花）、金森瑪莉亞（茜屋日海夏）、黑川鈴（德井青空）、愛麗絲·佩佩朗奇諾（菲魯茲·藍）（第134話）
※台灣播出集數：第103話-第152話(背景有依照話數更換)
「(閃亮公主)」（第129話－第141話）
作詞：真崎繪里香／作曲・編曲：酒井拓也
歌：Run Girls, Run!
※台灣只收錄在遊戲中
（第142話－第152話）（第152話作為插曲使用）
作詞：松井洋平／作曲：本多友紀／編曲：河合泰志
作詞：松井洋平／作曲：矢鴇典／編曲：酒井拓也（第152話）
歌：Run Girls, Run!
歌：桃山未來（林鼓子）、萌黃繪萌（久保田未夢）、青葉凜花（厚木那奈美）、赤城安娜（芹澤優）、綠川莎拉（若井友希）、紫藤玫兒（森嶋優花）、金森瑪莉亞（茜屋日海夏）、黑川鈴（德井青空）、虹之咲黛雅（佐佐木李子）、黛雅（佐佐木李子）、輝愛麗絲（菲魯茲·藍）、輝伊芙（指出毬亚）、閃亮啾（山下七海）、梅露潘（大森日雅）、拉比麗（田中美海）、索露露（齋賀光希）、露露娜（山村響）（第152話）

#### 片尾曲
（第1話－第26話）（第21話作為插曲使用）
作詞：鈴木真中／作曲・編曲：松坂康司
歌：
（第27話－第39話）
作詞：鈴木真中／作曲・編曲：
歌：
（第40話－第51話）
作詞：鈴木真中／作曲・編曲：川崎智哉
歌：
「(猜拳 閃耀吧！星夢☆頻道)」（第52話－第77話）
作詞：宫嶋淳子／作曲・編曲：
歌：桃山未來（林鼓子）
※台灣播出集數：第52話-第101話(背景有依照話數更換)
（第78話－第88話、第90話－第102話）
作詞・作曲・編曲：栗原曉、前田佑
歌：桃山未來（林鼓子）、青葉凜花（厚木那奈美）、紫藤玫兒（森嶋優花）
（第103話－第128話、第152話）
作詞・作曲・編曲：淺利進吾
歌：閃亮啾（山下七海）、梅露潘（大森日雅）、拉比麗（田中美海）
（第129話－第151話）
作詞・作曲・編曲：栗原曉、久保田真悟、前田佑
歌：桃山未來（林鼓子）、萌黃繪萌（久保田未夢）、青葉凜花（厚木那奈美）、赤城安娜（芹澤優）、綠川莎拉（若井友希）、紫藤玫兒（森嶋優花）（第129話－第142話、第144話、第145話、第148話、第150話、第151話）
歌：赤城安娜（芹澤優）、綠川莎拉（若井友希）、紫藤玫兒（森嶋優花）（第143話、第146話）
歌：桃山未來（林鼓子）、萌黃繪萌（久保田未夢）、青葉凜花（厚木那奈美）（第147話、第149話）

#### 插曲
「(Ready Action！)」（第1、2、5、8、9、11－14、30話）
作詞：兒玉雨子／作曲：michitomo／編曲：KOJI Oba
歌：桃山未來（林鼓子）、萌黃繪萌（久保田未夢）
台灣配唱：鄭可欣、蕭秀玲
「(One Two Sweets)」（第3話－第5話、第12話、第21話、第26話）
作詞：兒玉雨子／作曲：michitomo／編曲：KOJI Oba
歌：桃山未來（林鼓子）
台灣配唱：鄭可欣
「(喜歡喜歡感應)」（第6話－第7話、第12話、第20話、第26話、第41話）
作詞：兒玉雨子／作曲：michitomo／編曲：KOJI Oba
歌：萌黃繪萌（久保田未夢）
台灣配唱：鄭可欣
（第9、10、12－14、18、22、30話）
作詞：宮嶋淳子／作曲、編曲：松坂康司
歌：赤城安娜（芹澤優）、綠川莎拉（若井友希）
「(閃亮地覺醒☆Reincarnation)」（第15－17話、第20話、第26話）
作詞、作曲：結城麗花／編曲：賀佐泰洋
歌：青葉凜花（厚木那奈美）
（第17－19話、第23話、第27話、第28話、第30話、第31話、第44話、第48話、第49話、第55話、第60話、第76話、第133話、第147話）
作詞、作曲、編曲：栗原曉、久保田真悟
歌：桃山未來（林鼓子）、萌黃繪萌（久保田未夢）、青葉凜花（厚木那奈美）
（第20話）
作詞、作曲：若井友希
歌：綠川莎拉（若井友希）
（第24話、第25話、第27話、第30話、第32話、第33話、第48話）
作詞：真崎繪里香／作曲、編曲：矢鴇典
歌：赤城安娜（芹澤優）、綠川莎拉（若井友希）、紫藤玫兒（森嶋優花）
「(Fortune Carat)」（第28、29、35、39、45、50、76、79、80、82、90、99、147話）
作詞：真崎繪里香／作曲：桑原聖／編曲：酒井拓也
歌：白鳥杏純（三森鈴子）
（第22、29話）
作詞、作曲：若井友希
歌：不明
（第30話、第37話、第43話、第61話、第81話）
作詞、作曲：澀谷梓希
歌：
「(少女Attention Please)」（第32話、第34話、第38話、第39話、第42話、第43話、第47話、第48話、第50話、第51話、第66話、第69話、第76話、第77話、第79話）
作詞：栗原曉／作曲：栗原曉、前田佑／編曲：前田佑
歌：桃山未來（林鼓子）、萌黃繪萌（久保田未夢）、青葉凜花（厚木那奈美）
（第33話）
作詞：福田裕子、友希／作曲：友希
歌：綠川莎拉（若井友希）
「(無論睡著或醒來都是DREAMIN' GIRL)」（第36－40話、第47話、第48話、第51話、第61話、第62話、第77話、第137話）
作詞：／作曲、編曲：石冢玲依
歌：赤城安娜（芹澤優）、綠川莎拉（若井友希）、紫藤玫兒（森嶋優花）
（第42話）
作詞：池畑伸人／作曲、編曲：長岡成貴
歌：青葉純子（井上喜久子）
「(心動可可茶)」（第43話）
作詞：三重野瞳／作曲：友希／編曲：片桐周太郎
歌：赤城安娜（芹澤優）、綠川莎拉（若井友希）、紫藤玫兒（森嶋優花）
※動畫未撥放這首歌，只收錄在遊戲中。
「(Perfect Finale)」（第46話、第47話、第50話）
作詞：宮嶋淳子／作曲、編曲：松坂康司
歌：白鳥杏純（三森鈴子）、七星愛良（阿澄佳奈）
「(心情雀躍 心中的寶石♪)」（第52話、第54話、第64話、第70話、第74話、第99話）
作詞：真崎繪里香／作曲:矢鴇典／編曲：酒井拓也
歌：桃山未來（林鼓子）
台灣配唱：鄭可欣
「(幸福星可愛讚頌歌)」（第53話、第54話、第56－58話、第67話、第70話、第98話）
作詞：兒玉雨子／作曲：michitomo／編曲：KOJI oba
歌：金森瑪莉亞（茜屋日海夏）
（第54話、第73話、第116話）
作詞、作曲：佐佐木李子
歌：可愛度提升委員會
「(SSSS天才Smile)」（第55話、第111話）
作詞：三重野 瞳／作曲、編曲：長岡成貫／歌：マイキャラガールズ（阿澄佳奈、大久保明美、加籐英美里、伊藤加奈惠）
「(夢想顏色的能量)」（第58話、第59話、第70話、第74話、第83話、第97話）
作詞：花衣／作曲：成本智美／編曲：高橋修平／歌：青葉凜花（厚木那奈美）
（第63話、第64話、第70話、第74話、第98話）
作詞：真崎繪里香／作曲、編曲:矢鴇典
歌：紫藤玫兒（森嶋優花）
「(Cutie・Break in)」（第65話、第67話、第70話、第82話、第85話、第98話）
作詞：兒玉雨子／作曲：michitomo／編曲:KOJI oba·michitomo
歌：黑川鈴（德井青空）
「(專屬的個性・寶石)」（第68話、第69話、第72話、第74話、第77話、第90話、第94話、第102話、第115話、第153話）
作詞：兒玉雨子／作曲：michitomo／編曲:KOJI oba
歌：金森瑪莉亞（茜屋日海夏）、黑川鈴（德井青空）
（第71話）
作詞：富田賴子／作曲、編曲：高橋修平
歌：桃山未來（林鼓子）
「(怦然激萌閃亮)」（第71話、第72話、第75話、第85話、第87話、第97話）
作詞：兒玉雨子／作曲：michitomo／編曲：
歌：萌黃繪萌（久保田未夢）
（第73話、第74話、第82話、第85話、第98話）
作詞、作曲：友希／編曲:酒井拓也、脅真富
歌：綠川莎拉（若井友希）
「(友情的密碼)」（第77話、第78話、第89話、第90話、第99話）
作詞：宮嶋淳子／作曲、編曲：曾木琢磨
歌：黛雅（佐佐木李子）
（第81話、第90話、第92話、第106話、第143話）
作詞：真崎繪里香／作曲、編曲：酒井拓也
歌：赤城安娜（芹澤優）、綠川莎拉（若井友希）、紫藤玫兒（森嶋優花）
「(心之火箭)」（第84話、第90話、第95話）
作詞、作曲、編曲：栗原曉、前田佑
歌：桃山未來（林鼓子）、萌黃繪萌（久保田未夢）、青葉凜花（厚木那奈美）
「(戲劇女主角)」（第86話、第97話）
作詞：真崎繪里香／作曲、編曲：本多友紀
歌：赤城安娜（芹澤優）
「(堅定的！雙馬尾同盟)」（第88話、第91話）
作詞：宮嶋淳子／作曲：成本智美、近藤圭一／編曲：賀佐泰洋
歌：萌黃繪萌（久保田未夢）、赤城安娜（芹澤優）
「(夢想♥繽紛的心)」（第91話、第92話、第96話）
作詞：三重野 瞳／作曲、編曲：山原一浩
歌：幸瀨鳴（加藤英美里）
「(友情的密碼～Another world～)」（第93話、第94話、第95話）
作詞：宮嶋淳子／作曲：曾木琢磨／編曲：高橋修平
歌：黛雅（佐佐木李子）
（第100話、第102話）
作詞：真崎繪里香／作曲、編曲：本多友紀
歌：桃山未來（林鼓子）、虹之咲黛雅（佐佐木李子）
星光魔法機台遊戲在第二季第五章收錄這首。
韓國版為星光閃耀群星七彈起收錄(2025年2月6日起)；台灣版為星光閃耀群星四彈起收錄(2025年3月13日起)。
「(奇蹟閃耀組雲霄飛車)」（第103話－第106話、第108話、第110話、第113話、第117話、第119話、第127話、第135話、第142話）
作詞・作曲：栗原曉／作曲・編曲：前田佑
歌：桃山未來（林鼓子）、萌黃繪萌（久保田未夢）、青葉凜花（厚木那奈美）
「(閃耀地星夢☆頻道樂園)」（第107話、第108話、第111話、第112話、第114話、第120話、第121話）
作詞：／作曲・編曲：石冢玲依
歌：閃亮啾（山下七海）（第107話、第108話）
歌：玫露熊（大森日雅）（第111話）
歌：閃亮啾（山下七海）、梅露潘（大森日雅）（第112話、第114話）
歌：菈比莉（田中美海）（第120話）
歌：閃亮啾（山下七海）、玫露熊（大森日雅）、菈比莉（田中美海）（第121話）
（第109話、第110話、第111話、第113話、第119話、第122話、第127話、第135話、第146話、第148話）
作詞：真崎繪里香／作曲：山本恭平／編曲：酒井拓也、矢鴇典
歌：赤城安娜（芹澤優）、綠川莎拉（若井友希）、紫藤玫兒（森嶋優花）
「(言語・捧花)」（第116話、第119話、第120話、第127話、第130話、第135話、第139話、第148話）
作詞：兒玉雨子／作曲：michitomo／編曲：michitomo、ENIXES
歌：金森瑪莉亞（茜屋日海夏）、黑川鈴（德井青空）
（第118話）
作詞：松井洋平／作曲・編曲：桑原聖、酒井拓也
歌：春音艾菈（阿澄佳奈）、上葉美愛（大久保瑠美）、彩瀨鳴（加藤英美里）、真中菈菈（茜屋日海夏）、夢川唯（伊達朱里紗）、桃山未來（林鼓子）
「(滴！答！・Magica・偶像時間)」（第122話、第123話、第125話）
作詞：兒玉雨子／作曲：michitomo／編曲：KOJI Oba
歌：激川唯（伊達朱里紗）
「(約定Sensation)」（第124話、第131話、第139話、第147話、第153話）
作詞・作曲・編曲：淺利進吾
歌：閃亮啾（山下七海）、玫露熊（大森日雅）、菈比莉（田中美海）
「Sunshine Smiles」（第126－129話、第135話、第138話）
作詞：MIZUE／作曲：／編曲：前嶋康明
歌：愛麗絲·佩佩朗奇諾（菲魯茲·藍）
「(從太陽中醒來吧!)」（第128話、第130話）
作詞：松井洋平／作曲・編曲：矢鴇典
歌：索露露（齋賀光希）
（第132話、第133話、第147話）
作詞・作曲：DECO*27／編曲：Rockwell
歌：歩堂德薇（山北早紀）、明日香留羽（澁谷梓希）
「(星象儀之殼)」（第134話、第135話、第140話）
作詞：兒玉雨子／作曲：michitomo／編曲：
歌：輝伊芙（指出毬亚）
「(月之光)」（第136話、第137話）
作詞：松井洋平／作曲・編曲：矢鴇典
歌：露露娜（山村響）
「(即興表演般的命運)」（第141話、第142話、第149話、第150話）
作詞：兒玉雨子／作曲：michitomo／編曲：KOJI Oba、
歌：輝愛麗絲（菲魯茲·藍）、輝伊芙（指出毬亚）
（第144話、第148話）
作詞：真崎繪里香／作曲：本多友紀／編曲：河合泰志
歌：虹之咲黛雅（佐佐木李子）、黛雅（佐佐木李子）
「(嶄新的・幸福！)」（第145話、第147話）
作詞：真崎繪里香／作曲：本多友紀／編曲：本多友紀、酒井拓也
歌：激川唯（伊達朱里紗）、菈菈（茜屋日海夏）
「(最終炫彩光影秀)」（第149話、第151話、第153話）
作詞：栗原曉／作曲：栗原曉、前田佑／編曲：前田佑
歌：桃山未來（林鼓子）、萌黃繪萌（久保田未夢）、青葉凜花（厚木那奈美）（第149話）
歌：桃山未來（林鼓子）、萌黃繪萌（久保田未夢）、青葉凜花（厚木那奈美）、閃亮啾（山下七海）（第151話、第153話）
「(覺醒之光)」（第150－152話）
作詞：松井洋平／作曲：矢鴇典／編曲：酒井拓也
歌：索露露（齋賀光希）、露露娜（山村響）

## 漫畫
ちゃお・ファンブック連載版
於『Ciao』2018年5月號開始連載中。作畫為辻永ひつじ。
ぷっちぐみ連載版
於『Pucchigumi』2018年4月號開始連載中。作畫為菊田みちよ。

## 註解
1. ↑  プリティーシリーズ10周年を記念した特別回。

## 外部連結
- Takara Tomy《キラッとプリチャン》遊戲官網（页面存档备份，存于）（日語）
- 電視動畫「星光頻道」官網（日語） （页面存档备份，存于）（日語）
- 電視動畫「星光頻道」東京電視台官網（页面存档备份，存于）
- 電視動畫「星光頻道」的X（前Twitter）（日語）
- 《閃躍吧！星夢☆頻道》卡片機台遊戲官方網站（页面存档备份，存于）（繁體中文）
- 電視動畫《閃躍吧！星夢☆頻道》MY KIDS TV 官網 （页面存档备份，存于）（繁體中文）